# Celles-sur-Plaine
 (novembre 2024).
Pour les articles homonymes, voir Celles et Plaine.
Celles-sur-Plaine est une commune française située dans le département des Vosges, dans la  région Grand Est.
Ses habitants sont appelés les Cellois.
- *Géographie* : Celles-sur-Plaine est située dans les Vosges, une chaîne de montagnes située dans le nord-est de la France. La commune est entourée de forêts et de prairies.
- *Histoire* : La commune de Celles-sur-Plaine a une histoire riche et variée. Elle a été mentionnée pour la première fois dans des documents historiques au Moyen Âge.
- *Économie* : L'économie de Celles-sur-Plaine est principalement basée sur l'agriculture et le tourisme. La commune est connue pour ses paysages naturels et ses activités de plein air.
- *Tourisme* : Celles-sur-Plaine est une destination populaire pour les amateurs de randonnée, de pêche et de sports de plein air. La commune est également connue pour ses monuments historiques et ses sites naturels.
- *Culture* : La commune de Celles-sur-Plaine a une riche culture et une forte identité locale. Les habitants sont fiers de leur patrimoine et de leurs traditions.

## Géographie

### Localisation
Celles-sur-Plaine est la dernière commune en rive gauche de la vallée de la Plaine avant Raon-l'Étape.
Le vieux village du comté de Salm, au niveau de la place de l'église ou de la mairie, est à 320 m d'altitude. La rivière délimite la commune vosgienne sur son flanc nord-ouest, là où se concentre l'habitat le plus dense. Une grande partie du territoire communal, à la suite de la déprise agricole, est vallonnée et couverte de bois et de friches, sans oublier les forêts domaniales sur le versant de la vallée et les hauteurs au sud et surtout à l'est. Là, deux points de vue à l'ouest dominent, entièrement inclus sur l'espace communal : le Pain de Sucre à 671 m et surtout la remarquable Tête du Coquin à 837 m d'altitude.
Une retenue, le lac de la Plaine, a été construite en 1983, en association avec celle du barrage de Pierre-Percée et des installations hydroélectriques. Elles permettent de réguler le débit de la Meurthe, puis de la Moselle et ainsi de garantir un bon fonctionnement à la centrale nucléaire de Cattenom.

### Localisation et limites
Au nord de la rivière Plaine, matérialisée par son vieux cours, s'étend la commune de Pierre-Percée. La façade présentée par la grande commune est plus large et touche d'autres communes, ainsi à l'amont le finage du hameau des Colins, commune de Bionville, en rive droite fait face sur environ 1 500 m et à l'aval, le finage de son ancien hameau de Lajus, en rive gauche, sur une bande de moins de 500 m après la confluence du Vohné et de la Plaine, fait face à la forêt domaniale des Reclos, canton de Cherpierre, sur la commune limitrophe de Neufmaisons. Notez que le toponyme Lajus s'applique autant au finage voisin sur Pierre-Percée, attestant un lien ancien entre le deux communes voisines de part et d'autre des rives, ce qui rappelle le partage de 1751 concernant les terres de Salm.
En aval de Lajus, sur la rive gauche, la limite s'établit de la Plaine à 302 m d'altitude au Haut Port à 614 m d'altitude avec les prairies de la Fauvette, ferme de La Trouche, et la forêt communale de Raon-L'Etape. Il n'existe qu'un point de quadripartition (intersection de deux lignes continues) au niveau du Haut Port de la Vierge ou Haut de la Vierge, à la fois commun à Raon-L'Etape, à Celles-sur-Plaine, à Moyenmoutier et à Senones. Ce quaternion rappelle l'existence de deux ensembles médiévaux temporels et spirituels, autrefois souvent rivaux, les abbayes bénédictines de Senones et de Moyenmoutier, la première hégémonique sur Senones et Celles dans la dépendance temporelle de l'évêché de Metz, et protégée par un seigneur avoué issu de la première maison de Salm, la seconde présente au niveau seigneurial sur l'ancienne Vézeval et les passes de Rua/Raon, appartenant certes au même diocèse de Toul, mais avec le duc de Lorraine comme premier avoué. La limite communale suit ensuite la ligne de crête, en direction du nord-est, sans pénétrer dans la longue vallée de Ravines, incluses dans cette partie amont dans la forêt domaniale du Val de Senones : la ligne frontière est ponctuée de sommets, Les Augnys à 631 m, La Haute Montagne à 628 m, jusqu'au col du haut de la Halte à 633 m. La frontière de Celles se dirige ainsi en grimpant vers l'est et annexe en passant par le sud, la Pierre Piquée culminant à 708 m d'altitude, au sud de laquelle apparaît le territoire forestier de La Petite Raon, occupant la combe sommitale du ruisseau des Ravines, jusqu'aux Roches Ferry à 800 m d'altitude. A partir de ces dernières, la limite communale reprend un cheminement de faîte vers le nord-est, partagé avec la commune de Moussey, qu'il surplombe. La limite passe par le col Ferry à 746 m et rejoint le calvaire du Coquin, avant de bifurquer vers le nord et passer à l'ouest de la tête du Coquin en englobant ce dernier sommet. Ce dernier tronçon est désormais en limite du territoire communal d'Allarmont, qui est en réalité sur la forêt domaniale des Bois Sauvage(s).
En évitant la Tête du Gros Colas, que possède Allarmont, la limite intercommunale se dirige vers le nord-nord-ouest en empruntant rigoureusement la ligne de crête de la forêt des Hayes de Celles, sur la montagne encore nommée la Haillère ou Hallière au siècle dernier. Elle descend vers la vallée de la Plaine, légèrement en amont de la scierie de la Hallière. là se finit en rive gauche la limite avec Allarmont, et commence en face de la rivière le hameau des Colins, sur Bionville.
|                                                          | Pierre-Percée Meurthe-et-Moselle           | Bionville Meurthe-et-Moselle |
| Pierre-Percée Meurthe-et-Moselle                         | Celles-sur-Plaine                          | Allarmont                    |
| Neufmaisons Meurthe-et-Moselle, plus au sud Raon-l'Étape | Senones puis décalé à l'est La Petite-Raon | Moussey                      |

### Voies de communications et transports

#### Voies routières
La départementale D 392a traverse longitudinalement vers le Nord-Est l'espace communal selon la vallée de la Plaine, restant à proximité de celle-ci, mettant en relation le val d'Allarmont à l'amont oriental et à l'aval, La Trouche, hameau excentré de Raon-L'Etape. Il existe deux bifurcations : 
- la plus importante par la départementale D 182 menant vers le centre de Pierre-Percée, sous l'ancien château homonyme, par le hameau de la Ménelle, qui appartient à cette dernière commune, en rive droite,
- la plus récente et touristique rejoignant le haut du barrage et le lac du Vieux Pré à partir de Lajus. Dans ce dernier cas, la vieille route médiévale grimpant progressivement vers le profond vallon forestier de Pierre-Percée, connus pour ses trois échancrures, deux vers l'ouest et une au nord, a disparu, effacée par l'impressionnant aménagement hydraulique des années 1980.

#### Transports en commun

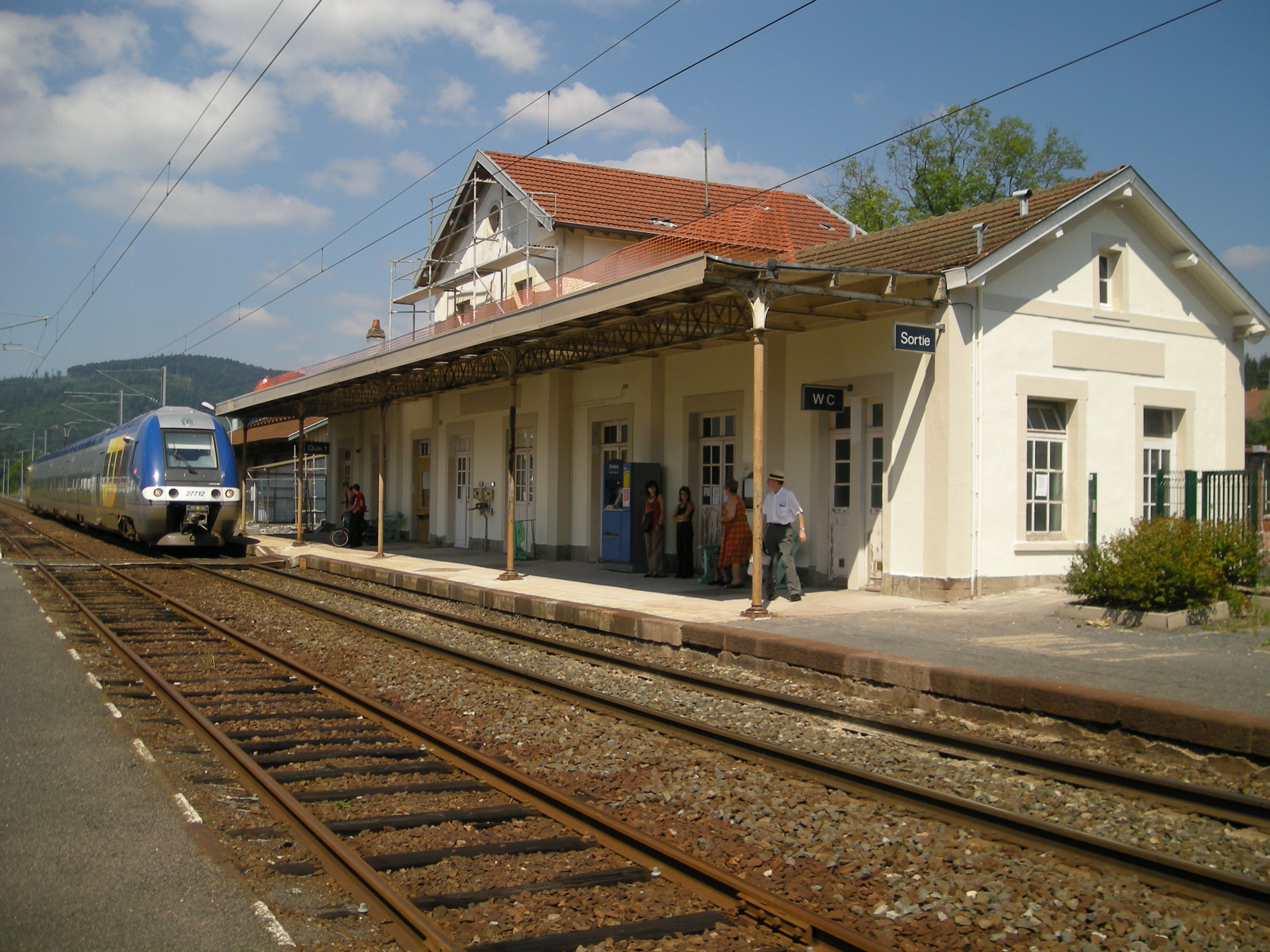
Gare d'Étival-Clairefontaine.

- Fluo Grand Est.

#### Lignes SNCF
- Gare d'Étival-Clairefontaine
- Gare de Thiaville
- Gare de Bertrichamps
- Gare de Baccarat

### Géologie et relief
Le fond alluvial de la vallée de la rivière Plaine, ligne de faille expliquant la dissymétrie des plans sédimentaires de part et d'autre de celle-ci, est composé d'alluvions quaternaires, limons, sables et galets de différentes origines, à la fois fluviales et surtout fluvio-glaciaires du Riss et du Wurm, si on prend en compte la présence de petits glaciers de calottes il y a 12000 ans à partir de 650 m mètres d'altitude.
Sur le flancs de la vallée, se remarquent les couches triasiques sous-jacentes de grès rouges, autrefois nommés "rote todtliegende Sandstein", en fait des grès arkosiques et des assemblages gréseux typiques des couches de Senones, surmontées par les grès vosgiens dits supérieurs à des altitudes variables, par exemple en rive gauche à moins de 380 m d'altitude sous le Novion, autrefois faisant partie de la Côte Sèche, et à plus de 550 m d'altitude vers le massif du Coquin. Seules les points sommitaux, comme les Hauts Forts, les Augnys et la Haute Montagne, la ligne de crête menant à la Pierre piquée, la Tête du coquin ou plus manifestes les hauteurs à plus de 790 m d'altitude de part et d'autre du col Ferry, dont la haute partie nord se prolonge continûment vers le Noir Brocard, sont recouverts par des lambeaux résiduels et résistants à l'érosion actuelle, de conglomérat.

### Hydrographie et les eaux souterraines
Hydrogéologie et climatologie : Système d’information pour la gestion des eaux souterraines du bassin Rhin-Meuse :
Territoire communal : Occupation du sol (Corinne Land Cover); Cours d'eau (BD Carthage),
Géologie : Carte géologique; Coupes géologiques et techniques,
 Hydrogéologie : Masses d'eau souterraine; BD Lisa; Cartes piézométriques.
La commune est située dans le bassin versant du Rhin au sein du bassin Rhin-Meuse. Elle est drainée, limitée à l'ouest et au nord, par la Plaine. La retenue de la Plaine, au tiers sur la commune de Pierre-Percée, en face des Quartiers rend aujourd'hui moins évidente cette assertion. Notons que la fréquentation de ce plan d'eau artificiel récent peut être dangereuse, par la présence de dépôts fins et limoneux, parfois par des effets d'enfoncement provoquant des noyades (partie de pêche mortelle autrefois en excès d'eau), parfois par la toxicité de micro-organismes développée en période chaude (nage de compétition ou baignade interdite par l'autorité de surveillance, effectuant des prélèvements).

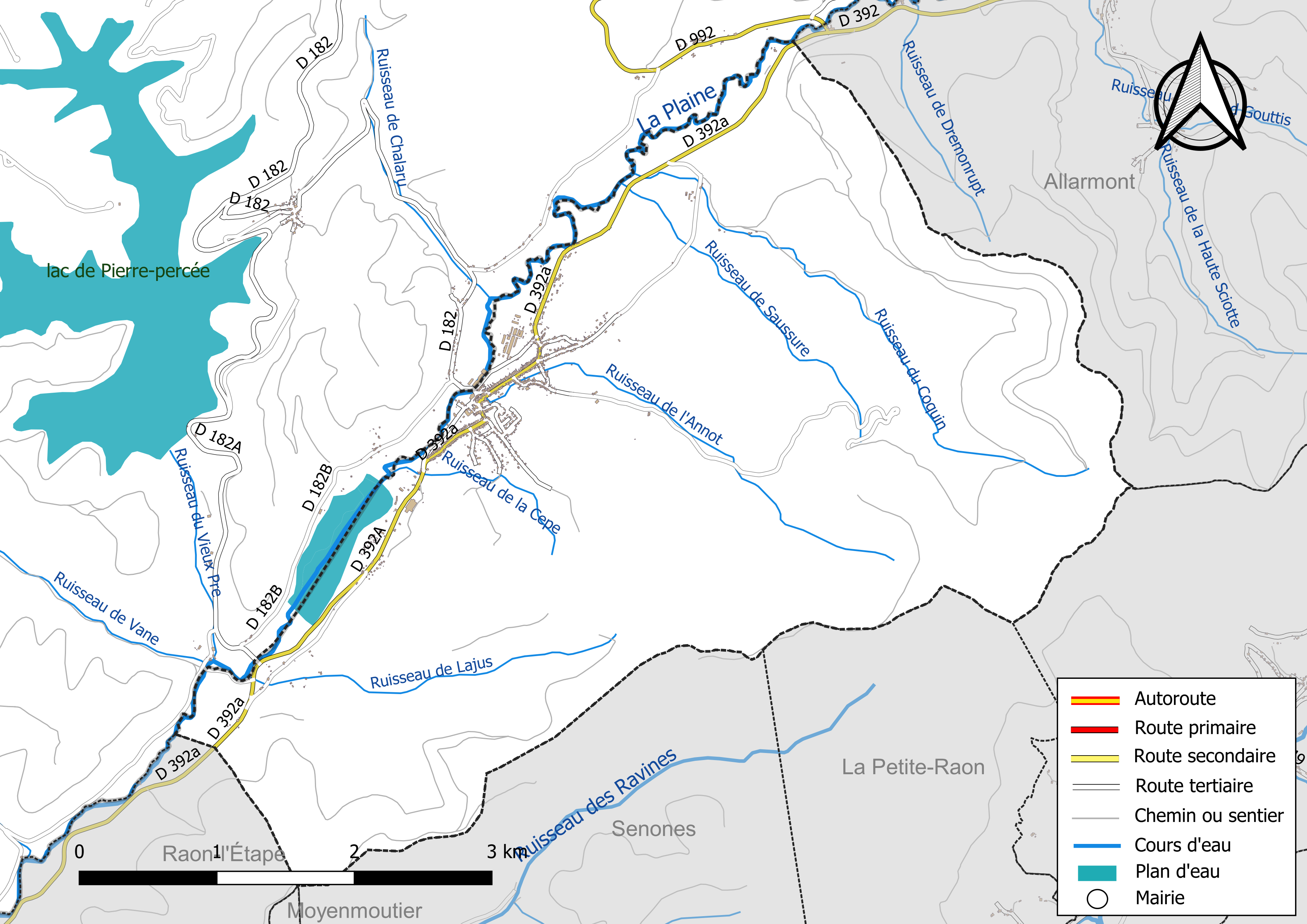
Réseaux hydrographique et routier de Celles-sur-Plaine.

Si on remonte le cours de la Plaine, sept ruisseaux, parfois modestes, affluents en rive gauche de la rivière, drainent successivement l'espace communal,: 
- i) le ruisseau actuelle de Lajus, autrefois encore dit "ruisseau du bas" ou "ruisseau de Derzognier", coulant en amont dans un vallon le plus souvent forestier, orienté et plus escarpé, autrefois le second ruisseau de la commune en débit. Il pouvait faire fonctionner des scieries, en particulier la scierie Derzognier associée à une ferme homonyme[11]. Il prend sa source à la fontaine des Chevreuils, au fond de la combe en contrebas de la Borne carrée et du Haut de la Halte, dans le haut canton Derzognier, de la forêt domaniale dite "des Bois de Celles". Il ne reçoit du sud que trois modestes ruisselets coulant des contreforts sous la ligne de faîte des Augnys et le Haute Montagne, en particulier de l'amont vers l'aval, l'eau de la fontaine des oiseaux, celle de la Fontaine du Pré Cerisier, canton forestier de la Basse Idotte, et la goutte à l'est des Augnys.
- ii) le ruisseau de la Cepe, autrefois la Seppe, au sud et en aval du village, se jetant dans la Plaine avant sa retenue ou plan d'eau. La scierie de Niérupt, mue par la rivière Plaine, ancienne scierie attestée en 1711 et encore active pour la forêt domaniale à la Belle-Époque était installée au niveau de sa confluence.
- iii) le gros ruisseau de l'Annot, autrefois écrit l'Anot, fortement aménagé et barré autrefois dans sa partie amont, qui conclut son cours en longeant au sud la grande rue et traversant le village en face de la Ménelle. Il drainait autrefois les terres cultivées jusqu'aux Hauts Champs, et possède, suivant les traditions, deux sources principales : le lac Vert, aujourd'hui minuscule, à l'est du Moelleux et la vieille fontaine au sud du Pain de Sucre. Son cours moyen filait au nord et sous le hameau de Benameix ou Benamey.
- iv) le ru de la Renière, aujourd'hui le plus souvent asséché. La Renière dénomme une ferme isolée en 1845 à proximité de hyères ou parcelles de prairies de fauche[12].
- v) le modeste ruisseau de Saussure, mais à crue subite et autrefois redoutée, qui prend sa source au nord-est du Pain de Sucre. Saussures, désignant les bois des vallons, est le nom ancien d'une ferme disparue.
- vi) le grand ruisseau du Coquin, autrefois ruisseau du Grandroué, qui parvient au hameau de La Planée en suivant le vallon Saint-Michel ou val saint Michel bordé d'amphithéâtres montueux et dont les eaux vives faisaient encore tourner trois scieries hydrauliques, Grandroué, Saint-Michel et Fortier, à la fin du XIXe siècle[13]. Ce vallon était desservi par un chemin menant aux chaumes ou lieu d'estive qui remontait d'abord jusqu'à la scierie Saint-Michel en passant par le hameau sous les prés du "Grand Roué", prés autrefois insérés dans la forêt domaniale de Celles, dite des Bois de Celles, canton des Plains saint Michel. Trois sources principales se placent à l'est du massif du Coquin ou de la Tête du Coquin : la source de Riangoutte, la fontaine du Coquin et la fontaine des Bœufs, ancien abreuvoir de l'ancienne chaume des Bœufs. Il existe une quatrième au nord, la source saint Michel sur le versant du mont des Hayes, et une cinquième plus au sud, la fontaine Letté, dans le rain ou ravin des Gardes, sous le col Ferry. Il s'agissait du ruisseau le plus important en débit. Il a été fortement aménagé dans son cours moyen.
- vii) le court ruisseau, anonyme ou au tracé oublié sur les cartes, des Hayes (de Celles), dont la source est voisine de la source saint Michel, parfois confondue avec celle-ci.

La Plaine, d'une longueur totale de 34,3 km, prend sa source dans la commune de Grandfontaine et se jette dans la Meurthe à Raon-l'Étape, après avoir traversé onze communes.

### Climat
Pour des articles plus généraux, voir Climat du Grand Est et Climat des Vosges.
En 2010, le climat de la commune est de type climat de montagne, selon une étude du Centre national de la recherche scientifique s'appuyant sur une série de données couvrant la période 1971-2000. En 2020, Météo-France publie une typologie des climats de la France métropolitaine dans laquelle la commune est exposée à un climat semi-continental et est dans la région climatique  Vosges, caractérisée par une pluviométrie très élevée (1 500 à 2 000 mm/an) en toutes saisons et un hiver rude (moins de 1 °C).
Pour la période 1971-2000, la température annuelle moyenne est de 9,8 °C, avec une amplitude thermique annuelle de 16,9 °C. Le cumul annuel moyen de précipitations est de 1 159 mm, avec 13,3 jours de précipitations en janvier et 10,9 jours en juillet. Pour la période 1991-2020, la température moyenne annuelle observée sur la station météorologique de Météo-France la plus proche, « Badonviller », sur la commune de Badonviller à 6 km à vol d'oiseau, est de 10,2 °C et le cumul annuel moyen de précipitations est de 1 066,3 mm. 
La température maximale relevée sur cette station est de 39,1 °C, atteinte le 4 août 2022 ; la température minimale est de −22 °C, atteinte le 14 janvier 1960,,.
Les paramètres climatiques de la commune ont été estimés pour le milieu du siècle (2041-2070) selon différents scénarios d'émission de gaz à effet de serre à partir des nouvelles projections climatiques de référence DRIAS-2020. Ils sont consultables sur un site dédié publié par Météo-France en novembre 2022.

## Urbanisme

### Typologie
Au 1er janvier 2024, Celles-sur-Plaine est catégorisée bourg rural, selon la nouvelle grille communale de densité à sept niveaux définie par l'Insee en 2022.
Elle est située hors unité urbaine et hors attraction des villes,.

### Occupation des sols
L'occupation des sols de la commune, telle qu'elle ressort de la base de données européenne d’occupation biophysique des sols Corine Land Cover (CLC), est marquée par l'importance des forêts et milieux semi-naturels (88 % en 2018), une proportion identique à celle de 1990 (88 %). La répartition détaillée en 2018 est la suivante : 
forêts (78,9 %), milieux à végétation arbustive et/ou herbacée (9,1 %), prairies (7,3 %), zones urbanisées (3,2 %), eaux continentales (1,5 %). L'évolution de l’occupation des sols de la commune et de ses infrastructures peut être observée sur les différentes représentations cartographiques du territoire : la carte de Cassini (XVIIIe siècle), la carte d'état-major (1820-1866) et les cartes ou photos aériennes de l'IGN pour la période actuelle (1950 à aujourd'hui).

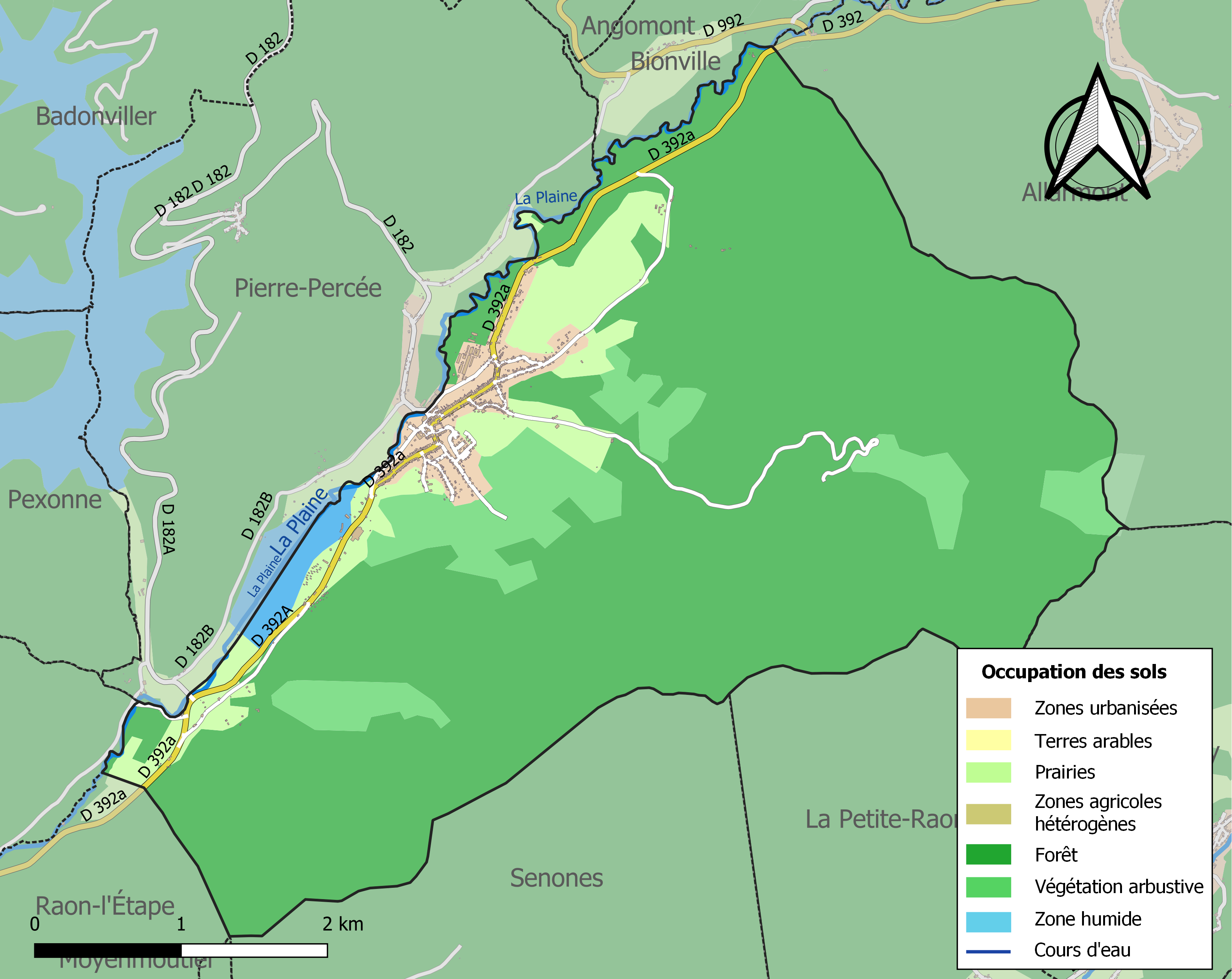
Carte des infrastructures et de l'occupation des sols de la commune en 2018 (CLC).

## Toponymie
Le nom de la localité est attesté sous les formes Apud Cellam (1256) ; Li bans de Ceille (1261) ; Celle (1267) ; Celles (1302) ; De Sellis (1402) ; Selles desoubz Pierrepercie (1456) ; Selle (1656) ; Cel (1701) ; Celles, chef-lieu de mairie (1708).

Celle, sous la variante latine cella, apparaît au début de la Chronique de Richer de Senones. Paul Marichal, dans son dictionnaire topographique du département des Vosges, fournit l'expression présentée dans un manuscrit latin de la bibliothèque nationale apud cellam, mais il semble évident que le toponyme était déjà connu sous sa forme romane ou francisé, ainsi en 1261 li bans de Ceille mentionnant l'existence de bans multiples (ban administratif ou militaire, rassemblement de communautés fiscales, grand ban religieux avant la paroisse réduite ou relique), en 1267 Celle au singulier attesté aux Archives des Vosges, ou la forme actuelle Celles en 1302 aux Archives de Meurthe et Moselle.
Les formes ultérieures mentionnées par Paul Marichal marquent la prononciation, De Sellis en 1404, du latin médiéval administratif dans les pouillés de Trêves, Selles desoubz Pierrepercie en 1456 du moyen français administratif désignant la châtellenie de Pierre-Percée, ou encore Selle en 1656 par le cartographe Nicolas Sanson décrivant la contrée lorraine sur sa grande carte autour de Port. Enfin, le début du XVIIIe siècle met en place, sans changer la prononciation, une graphie historique proposée au siècle précédent: Cel en 1701 aux Archives nationales, Celles, chef-lieu de mairie en 1708 associé à la prévôté de Badonvillers, dans un manuscrit de la bibliothèque nationale.
S'il y a une relatinisation au XVIIIe siècle d'une forme romane née au IXe siècle, il n'est pas certain que la terminologie latine cella, dont le sens de cellule ou de cellier monastique convient si bien à l'historiographie religieuse, corresponde à ce toponyme roman ancien. On peut proposer une forme antique en cala, proche du verbe latin transitif călo, călare, signifiant poser, placer, suspendre évoquant de petites habitations gallo-romaine ou simplement de simples structures de soutènement en pierrailles où se posent les petites maisons en bois, démontables et mobiles sur chariot, des éleveurs transhumants. Ce qui justifie aussi la perpétuation du pluriel car il avait déjà un grand nombre d'emplacements ou d'habitations d'hivernage dans ce grand vallon évasé, propice à de belles fenaisons et à l'installation de granges à fourrage.
En dehors de ces deux champs d'hypothèses, il reste que le texte de Richer précise une origine plausible du premier ban de Celles par la charte accordée au légendaire saint Gondelbert par le roi Childéric (662-675). Voici le court passage, reproduit par la traduction, nécessairement anachronique concernant les (macro)toponymes, de Dominique Dantand : "De la roche dite de Haute Pierre, par le sommet des montagnes par le village de Celles, par les rives du cours d'eau qui traverse ce village jusqu'au lac dit de la Maix". Si on fait l'hypothèse d'un aménagement de la rivière Plaine et l'existence de dérivations à des fins d'irrigation, justifiant l'emploi du verbe "traverser", tout en délaissant l'extension à l'amont vers le Val d'Allarmont limité à Allarmont et Vexaincourt, se dessine aisément l'espace habité d'un premier ban de Celles hypothétique sans annexes, correspondant étrangement à la commune actuelle. Le col de Port rejoint l'aval de Lajus, puis la frontière esquissée remonte le cours de la Plaine jusqu'au premier contrefort de la Hallière ou du massif de la Haye de Celles. Les hauts des contreforts orientaux et nordiques de la vallée de Ravine en formeraient bien les limites au sud et à l'est. Ce court passage ne mentionne pas la foresta régalienne, nullement concédée mis à part d'éventuelles droits de jouissances ou de gestion par surveillance, qui occupe l'essentiel du Val d'Allarmont au voisinage du Donon, et sans doute la grande forêt intercalaire, devenue plus tard la forêt des comtes de Salm et des princes de Salm, qui gêne une vision nette de limite du premier ban. Le ban de Celles s'est déployé tardivement, d'abord dans un cadre paysan au IXe siècle, puis repris au siècle suivant par la puissante maison seigneuriale de Langenstein (Pierre Percée), finalement alliée au XIIe siècle à la première maison de Salm, simple avoué de l'abbaye de Senones en Vosges.
La Plaine, qui traverse le territoire de la commune, est une rivière du Grand Est qui coule dans les départements du Bas-Rhin, des Vosges et de Meurthe-et-Moselle.
La plupart des toponymes peuvent être identifiés à l'époque moderne, en admettant quelques variantes ou mutations. Les Quartiers, regroupement de maisons desservis entre la roche d'Alerin chapeautant l'ancienne Côte sèche et le lac artificiel de la Plaine, garde au pluriel le nom d'une ferme Le Quartier attestée au milieu du XIXe siècle. Les Augnys, au masculin pluriel, indique un mont ou contrefort qui tire son nom de la section de forêt domaniale dite des Oignies, toponyme au féminin pluriel. Ougney au singulier est un ancien lieu-dit proche de Celles, sur le chemin de Senones. Le toponyme "pont d'Ougney" est attesté au XVe siècle. Un manuscrit écrit en ancien français, conservé à la BNF rédigé en 1284 mentionne déjà le mot pluriel pour la montagne : Eilz montagnes desai l'eauwe de Celle par devers Senones où leu c'un dist Ougneyz.
Quelques fermes encore habitées au milieu du XIXe siècle ont disparu sous la friche puis sous les bois. Ainsi la ferme de Novion en bas du versant nord de la roche du Derzognier, desservie par un vieux chemin donnant accès à la Vierge du Novion, col situé à 516 mètre d'altitude, à l'est du rocher Derzognier, est encore citée en 1845 par Lepage et Charton, voire en 1889. Les hauteurs appartenait à la forêt domaniale des Bois de Celles, le canton de Derzognier au soleil et le canton de Novion à l'ombre. Novion, autrefois Navion sur son versant à l'ombre, est parfois écrit Noiron, tant il est vrai que la prononciation patoise peut les confondre. L'ancienne ferme de Benamey, autrefois considérée comme un hameau dans son vallon encaissé, apparaît sous une forme inchangée en 1701 aux Archives nationales, empruntant une graphie explicite Benamin en 1711, ou adapté en Benamé par Lepage et Charton en 1845. Les plans cadastraux de 1846 montrent une ferme placée au sud des prairies de Benameix dans le coude formé par le vallon de la Maix du Loup, formé à l'est, qui sépare les vieux champs du Moëlleux au nord et les champs de l'Orthomont. La ferme est proche du chemin d'Orthomont et à l'est des champs et prés du Rain sec, qui borde ici le chemin de Benameix empruntant le vallon principal. L'espace aujourd'hui boisé de Bénameix, du moins celui signalé plus à l'ouest sur la carte IGN, paraît nettement influencé par la cense de Bénameix et son ancienne construction massive, au nord des champs du Rain de la Tange, petit ruisseau affluent de l'Annot, prenant sa source au nord du massif de la Borne carré, cuminant à 628 m d'altitude. Le toponyme actuel s'éloigne ainsi du domaine habité (meix) au voisinage d'un val encaissé, comme une banne ou benne de charbonnier. La ferme de Saussures, au pluriel, a également disparu pour laisser un espace forestier nommé Saussure, au singulier. Il est plus difficile d'identifier au sud du village la ferme de la Basse-George à côté des Hautes Chaumes et près de la forêt domaniale des bois de Celles ou la ferme de la Basse-Pierre-Henry, placée plus à l'ouest, ou la ferme du Tillot encore plus décalée juste en amont du lieu-dit "Aux Quartiers", notée Le Thillot en 1753 par Nicolas Durival. Citons la ferme de Derzonnier ou Derzognier, associé à une scierie, au début du vallon du ruisseau de Lajus.
Au niveau du village, au voisinage de la Filature, usine en grande part sur le territoire de Pierre-Percée, il y avait un moulin à grain, que Henri Lepage nomme peut-être à tort le Grand Moulin. Le moulin d'en-haut était au milieu du XIXe siècle un moulin en amont, à environ 500 mètres du village, toujours sur un canal dérivé de la Plaine. Il est possible que le Moulin, devenue au début de ce siècle une scierie à hauteur du hameau de la Soye ou de la Scie, ait porté cette dénomination plus précise autrefois. La partie aval du ban de Celles dans le comté de Salm se nommait anciennement Lajus, c'est-à-dire en ancien français "en bas, le bas, ici bas". Il est logique que les deux communes de Celles-sur-Plaine et Pierre-Percée, issues d'entités d'Ancien Régime scindées fort tardivement à l'époque moderne, partagent des appellations anciennes similaires sur ce secteur au voisinage de la rivière limitrophe : ainsi La Jus en 1711, la scierie Lajus en 1777, Lajus en 1779. Sur le cadastre de Celles, ce secteur se qualifiait simplement de "scierie Lajus", prés de la scierie domaniale du Lajus.
Les écarts de l'ancien village allongé peuvent être situés grossièrement ou précisément par le cadastre actuel ou napoléonien, ainsi que sur la carte d'état-major du milieu du XIXe siècle. Ainsi Le Grand-Roué ou familièrement La Grande-Roué près la vieille scierie saint Michel, La Planée au nom préservé et mieux connu par un gîte, La Tournelle en aval du village préservée par sa rue commençant en virage en bas du centre du village, , la maison de Cuny en amont des prés de la Seppe et la maison de Ferydans le même secteur plus à l'est, les deux en limite des bois de Novion, la maison du Gros Chêne vaguement placée en abord de prairie sur la carte de Cassini ou encore Pierre-Piquée dont on ignore s'il faut l'associer au sommet de la Pierre-Piquée par un chemin ou un canton forestier, Le Mirlantaine au nom aussi pittoresque que La Crémaillote, La Portières, altération de Port des Hières sur la prairie de la Plaine etc.
Le Fourneau est un lieu-dit désignant des anciens champs au-delà de ceux du Vinché ou des Vignes. Tous ces anciens terroirs de culture, à l'instar des lanières des hauts champs, des (grands) champs de la Seppe etc. sont aujourd'hui boisés, par ensemencement naturel ou repiquage. Même les chaumes aux confins des bois de hauteurs ont été transformées en champs au XVIIIe siècle, progressivement abandonnés au XXe siècle. Ce village et ancien ban vosgien avec son finage de prairies basses, de prés et de champs nous apparaît comme un géant agricole oublié, il a été un modèle pour le Val d'Allarmont, mais aussi pour la montagne, terme désignant autrefois communément l'arrondissement de Saint-Dié.

## Histoire

### Période médiévale
Le vaste ban de Celles-sur-Plaine, dirigée sous l'autorité de la châtellenie de Pierre-Perçée, par une mairie paysanne dès le XIIe siècle, dépendait aux derniers siècles du Moyen-âge du comté de Salm.
Une charte ducale de 1221 atteste la présence du duc Mathieu II de Lorraine, responsable des routes et chemins, sur le ban de Celles. Cette charte laisse quelques biens et hommes serfs à Simon de Parroye, dont la maison seigneuriale prend en charge la fonction de sauf-conduit ducale dans cette contrée aux abords de terres montagneuses. En 1267, Ferry III de Lorraine, possesseurs de droits et de biens de la châtellenie de Pierre-Percée, sur Celles et le val de Celles, en fait don à l'abbaye Saint-Pierre de Senones, qui exerce sa tutelle religieuse éminente sur le comté de Salm, sous l'égide de l'Évêché de Metz et dans le cadre spirituel du diocèse de Toul. La grande paroisse de Celles, sous le double patronage des comtes de Salm et du chapitre de l'abbaye de Senones, s'étendait sur un ban religieux important, comprenant en amont le Val d'Allarmont. Les dîmes majeures étaient partagées en trois parts : la première partie revenait au seigneur principal, le comte de Salm, la seconde au chapitre de Senones, et la dernière au curé de Celles (ou Cellæ en latin administratif), nommé avec l'avis des deux premiers. Le curé de Celles contrôle longtemps la paroisse d'Allarmont, en y nommant un vicaire.

### Période moderne
Les deux familles de seigneurs, à savoir d'une part les Salm, issus de la vieille lignée des comtes de Salm et d'autre part les Sauvage, de la pléthorique maison allemande des comtes du Rhin, possessionnée sur le piémont vosgien et dans l'ancien comté de Salm, ont embrassé le protestantisme luthérien, autant par intérêt que par conviction. Le temple de Badonviller s'impose au milieu du XVIe siècle comme un centre de diffusion de l'instruction livresque de la religion réformée dès 1540, mais l'adhésion populaire lui a préféré la solide mouvance calviniste au grand dam des seigneurs luthériens après 1560.
Avant le partage des 8 et 9 septembre 1598, Celles et Allarmont, en tant que deux grands bans ou mairies, couvrent la vallée de la Plaine. Il semble que le ban ou grande communauté de Celles, limitée à la rive gauche, soit déjà défini en 1594 avec 118 maisons et hommages aux deux seigneurs principaux. En 1598, cette entité reste dans les terres du comté de Salm indivis, même si elle est partagée grosso modo à moitié entre les deux princes co-seigneurs, respectivement le comte Jean IX, dernier représentant de la vieille maison de Salm, bientôt alliée à la catholique maison ducale de Lorraine et son beau-frère Frédéric, le comte Sauvage du Rhin, de la maison distincte des Salm-Sauvage. En réalité, le coup d'état des deux lignées sur l'ensemble du comté n'est effectif qu'à partir du début des années 1600, et il s'est fait par diverses acclamations de foules d'habitants, majoritaires.
Dès le début du XVIIe siècle, les héritiers des derniers seigneurs luthériens rejoignent le camp ultra-catholique et livrent leurs terres à une reconquête religieuse, accompagnée d'une  persécution de plus en plus sévère par un tribunal d'inquisition dirigé par l'abbé de Haute Seille. Les abus de cette reconquête catholique, largement euphémisés ou lénifiés par les commentaires des autorités catholiques maîtrisant les archives, mais évidents vers 1660, amènent l'évêque de Toul à reprendre en main les paroisses victimes et souvent dévastées par la soldatesque lorraine, à sanctionner l'autorité monastique de Senones associée, au moins au début vers 1620 par son prieur, aux conversions de force, aux persécutions excessives des inquisiteurs et à leur cortège de profiteurs des nombreuses spoliations, après qu'une grande part de la population se soit réfugiée en terres plus hospitalières. Des massacres de populations, considérées comme hérétiques à tort ou à raison, ont probablement eu lieu au début des années 1650. Ils ont été suivis de pillages et de destructions de hameaux et de maisons. Les actes de baptême, de mariage et de sépulture commencent en 1665. L'évêque de Toul, sous obédience française, fonde dans le cadre de l'archidiocèse de Port, le doyenné de Salm dans un souci d'apaisement en 1680.
Les archives du ban de Celles comportent le verdict d'un procès qui opposait en 1693 les habitants contre les curés du comté de Salm exigeant la dîme de pommes de terre. Cette culture dérobée en plein champ, sur des jachères autrefois laissées au bétail était progressivement sortie des jardins et avait alors pris une grande extension pour un rendement souvent important, et le bas clergé qui lorgnait cette ressource gagna le procès, prouvant que les "pommes" ou "fruits" facilement conservables après un nettoyage ou séchage modéré puis dissimulés sous des buttes de terre, pouvaient être assimilés à des légumes d'hiver.
En 1710, la mairie de Salm relève du bailliage et de la prévôté de Badonviller, même si des transactions seigneuriales secondaires peuvent être rapportées au bailliage de Lunéville. Il est aussi inexacte d'affirmer, à l'instar de Léon Louis, que le ban de Celles, du moins pour une moitié, fait partie du duché de Lorraine. En réalité, le seul seigneur souverain est le prince d'Empire de Salm, et le duc de Lorraine, à titre de comte de Salm, jouit des droits d'un seigneur possessionné sur le ban de Celles. Par exemple, la scierie sur l'Annot, en amont du village de Celles, située en dessous de Benameix, relève longtemps du comté, alors que la plupart des granges et autres scieries du ban de Celles tombent dans l'escarcelle de la principauté.
Ouvrant sur la place de l'église saint Pierre et Paul, à l'emplacement de l'aile droite de la mairie du siècle suivant, se trouvait le bâtiment d'école. Le maître d'école, cumulant, la fonction de bédel, bedeau ou chantre pour le curé au XVIIIe siècle, y exerce, en percevant une taxe d'écolage.
Après quelques mois de rattachement au bailliage de Lunéville en 1751, le second partage, entériné par la convention du 21 décembre 1751, entérine une ligne de démarcation entre le duché de Lorraine au-delà de la Plaine. L'ensemble oriental préservé du ban de Celles relève de la principauté d'Empire de Salm jusqu’à l'annexion et réunion de cette dernière enclave à la France le 18 mai 1793. Il s'agit toutefois de la perpétuation de limites seigneuriales d'Ancien Régime, nettement plus dirimantes par ses banalités et autres obligations collectives, que par des postes de douane associés à une illusoire frontière, puisque les habitants du comté de Salm étaient de facto sujets des ducs de Lorraine, suzerains des comtes, et jouissaient des mêmes droits que les Lorrains en Lorraine. A l'inverse, les Lorrains en déplacement dans le comté ou la principauté de Salm jouissaient des mêmes droits que les sujets de Salm. Une conscience forte de l'ancien comté de Salm, avant ses segmentations, par ailleurs maintenue par le doyenné de Salm à Badonviller, subsistaient parmi la population paysannes des deux bords.
La cure de l'église saint-Pierre et Paul, du doyenné de Salm toutefois sous le contrôle de l'évêque de Toul, est à la collation du prince de Salm-Salm. En tant que premier seigneur et seigneur souverain de sa petite principauté montagnarde, le prince dispose des pouvoirs de nomination et de contrôle. Il peut jouer autant au despote éclairé qu'à la colère de l'arbitraire.
Au cours de l'année 1790, les mairies des grands bans s'émancipent du pouvoir princier à Senones, mais il s'agit d'un processus révolutionnaire interne à la principauté de Salm. L'indépendance des bans et de leurs représentants à Senones a permis d'exprimer un vote majoritaire, pour demander et ratifier une adhésion à la France républicaine.

### Époque contemporaine
En 1793, la commune nouvellement créée, qui se nomme simplement Celles, intègre ainsi le département des Vosges, dépendant du district de Saint-Dié et du canton d’Allarmont. Ces citoyens participent à l'activité républicaine du canton d'Allarmont jusqu'au 19 vendémiaire an X.

#### Consulat et Empire
Soustraite à ce dernier canton, la commune est reversée dans le canton de Senones jusqu'au 26 ventôse an XI, avant de rejoindre le canton de Raon-L'Etape.
Au spirituel, l'ancien ban devenu commune dépend alors de l'évêché de Saint-Dié, et de manière éphémère de la paroisse de Raon-l'Étape dans le cadre du doyenné de Salm. Après le Concordat, l'évêque de Nancy prend en charge le diocèse de Saint-Dié resté vacant, et s'occupe de toutes les paroisses de part et d'autre de la vallée de Celles. La vallée de Celles est une dénomination récente, qui apparaît timidement sous l'influence raonnaise, au début de ce siècle.
En l'an XII, Celles est un gros village rural entouré de quelques hameaux, comprenant 1125 habitants, qui occupe un vaste bassin de prairies, de prés et de champs, bordé par des monts s'étageant entre 500 et 840 mètres d'altitude. Les archives communales possèdent divers titres du XVIIIe siècle et une copie du partage du comté de Salm en 1598. La forêt environnante est largement dévastée, hormis les grands bois domaniaux en altitude.
Avant 1808, l'industriel alsacien Lesueur fait construire la filature de Celles à proximité de la Plaine. Plus tard, le sieur Mercier reprend la filature et l'exploite avec son gendre, nommé Saget. Le marché de l'industrie cotonnière a d'abord profité du blocus économique de l'Empire napoléonien. Il semble toutefois que l'acteur principal de la filature soit très tôt un nommé Weiss, qui aurait transféré 12 mull-jennys de 90 broches depuis Senones dans l'urgence vers 1808.

#### Milieu duXIXesiècle
En 1830, la croissance démographique est forte, la commune compte 1 634 habitants, pour la plupart très jeunes. En 1838, la vieille école de la place de l'église est rénovée. En face et de l'autre côté de la place, une école spéciale de filles est inaugurée en 1838. Il existe une partition scolaire suivant les sexes. L'école de garçons compte 145 élèves, l'école de filles seulement 130, en 1845.
En 1845, la grosse[pourquoi ?] commune de Celles, à 55 km d'Épinal, à 30 km de Saint-Dié, chef-lieu d'arrondissement, et à 10 km de Raon-L'Étape, chef lieu de canton où se place la perception et le bureau de postes, est traversée par la routé départementale n°16 de Rambervillers à Strasbourg, qui mène au col du Donon. Elle abrite en 287 maisons[pas clair] 387 ménages et 1 591 habitants selon la statistique départementale de 1847. Les quelque 132 électeurs censitaires, les plus riches devant l'impôt, élisent parmi eux 16 conseillers municipaux.
La superficie communale en 1845 s'étend sur 2038 ha, dont 322 en terres labourables où se récoltent surtout blé, seigle et sarrazin, avoine et pommes de terres, 250 ha en prés et prairies, 32 ha en jardins, vergers ou Chènevières et enfin 1385 ha de bois et forêt. La forêt communale stricto sensu, contiguë aux vastes forêts domaniales des Bois Sauvages à l'est et de Celles au sud, ne couvre que 185 ha en trois cantons, dénommés La Hallière, Les Plains et les Tocs. La forêt domaniale de Celles, ancienne forêt des princes de Salm qui l'avaient protégé par un mur long de 7239 mètres de longueur, couvre principalement sur le grès vosgien 1170 ha, divisée entre la forêt des Oignies (Augnys actuels) au sud-ouest et deux forêts à l'est, le bois de Celles et les haies de Celles. Il existe huit scieries, dont quatre à l'état desservant les forêts domaniales, une à la commune et trois à des particuliers. Les planches sont flottées vers la Meurthe et gagne Baccarat, l'antique Port, Nancy, puis par la Moselle atteignent Pont-à-Mousson, Metz, et parfois pour certaines commandes, Trêves, Cologne et au-delà jusqu'à la Ruhr ou les Pays-Bas. La rivière Plaine apporte également sa force motrice à un moulin à grain, et à une filature de coton qui emploient déjà une centaine d'ouvriers.

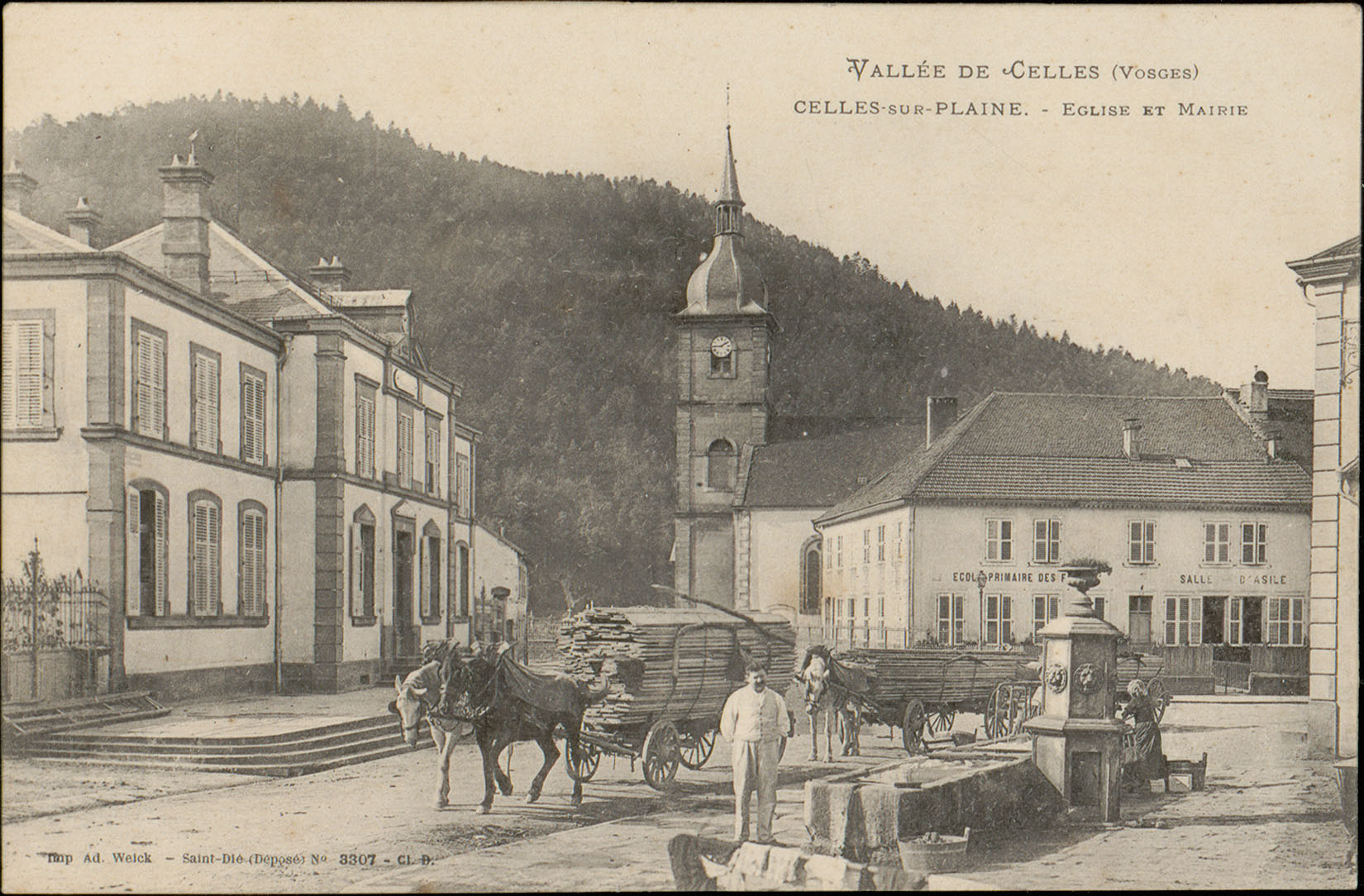
Église au fond, mairie à gauche, ancienne école de garçon desaffectéé au fond à gauche avec en face école de filles et asile.
(carte postale Adolphe Weick).

La mairie actuelle a été construite en 1852, l'église érigée en 1854. Les écoles modernisées à la même période datent de 1850 et de 1883. En 1850, l'école de filles est remaniée de fond en combles, et surtout agrandie d'une salle d'asile, très appréciée des ouvriers. Le maire Jean-Baptiste Fortier, riche propriétaire, privé de famille, finance sur ces deniers personnels l'essentiel de cette rénovation, qui sinon aurait pris plusieurs années à la mairie. Grâce à plusieurs dotations, en particulier par une rente perpétuelle de 2 700 F, de l'ancien maire Fortier effective dans les années 1860, la gratuité est assurée, dans l'ensemble des établissements scolaires (garçons, filles, asile des petits) de Celles. L'historien des écoles vosgiennes, Pierre Moinaux, constate qu'à Celles, de 1850 à 1881, date de l'institution de la gratuité scolaire obligatoire, le traitement des instituteurs et institutrices est anormalement supérieur aux écoles vosgiennes qu'il connaît. L'instituteur, les institutrices, ainsi que l'organiste-chantre, chargé de l'enseignement musical, ont touché des traitements convenables pendant des décennies, grâce à des legs où Jean-Baptiste Fortier joue un rôle largement prépondérant et peut-être catalyseur d'autres dons complémentaires plus nombreux et modestes. Une double épreuve de son portrait par le peintre alsacien Félix Haffner a été commandée, et payée par cotisation collective d'habitants reconnaissants. Ces deux peintures ont été placées respectivement dans la salle d'asile et dans l'école de garçons.
Le filateur Weiss décède, et en 1860 la société Weiss-Schlumberger récupère le fruit industriel de la succession Weiss. Mais la guerre de Sécession fait flamber le prix du coton américain dès le printemps 1861, et cette matière première des filateurs se raréfie. Le chômage technique s'éternise, les ouvriers les plus aptes sont requis sur les chantiers d'état et l'entreprise-mère sacrifie la récente acquisition. Profitant des aléas industriels, Auguste Fortier rachète les bâtiments et le matériel mis en vente après cessation d'activité de la manufacture. Il les loue à bail aux industriels filateurs Claude et Pêcheur. Jean-Baptiste Fortier est l'héritier d'Auguste Fortier. En 1867, 1694 habitants vivent à Celles.

#### Guerre de 1870
Lors de la guerre franco-allemande de 1870, la vallée de Celles est empruntée par les troupes badoises, prenant début octobre à revers la défense française installée entre Raon-L'Étape et Baccarat. Le village soumis à une chaleur accablante est déjà pris sans combat le 22 septembre par une colonne de reconnaissance de la cavalerie badoise, sous commandement coordonné prussien, venue de Badonviller. Un premier choc militaire meurtrier avec la principale colonne française du commandant Brisac au val d'Ajus ou Lajus rive droite de la Plaine a lieu le lendemain 23 septembre 1870 de 14 h 30 à 16 h sur la rive droite appartenant à Pierre-Percée. L'autre colonne française, dite subsidiaire, à savoir les 1er et 3e bataillons mobiles de la Meurthe de la Meurthe suivant les francs-tireurs de Colmar en position avancée, dirigée par le capitaine Mézière, remonte en rive gauche par la route jusqu'à Celles et ne rencontre aucune opposition en atteignant Celles. Une fois installée, elle s'inquiète des bruits de la bataille, le capitaine Mézière informé des combats de Lajus à 15 h tient la position et lance diverses reconnaissances vers le Val d'Allarmont paisible. Les troupes mobiles rentrent en soirée se reposer à Raon-L'Étape. Restent à Celles la deuxième compagnie du deuxième bataillon de la Meurthe, chargée de la surveillance de la vallée, et pour rassurer aussi les habitants qui craignent d'être attaqué pendant la nuit. Le 28 septembre, la vallée est confiée à la 8e compagnie de mobiles de la Meurthe qui organise une surveillance accrue du val d'Allarmont jusqu'à Raon-sur-Plaine.
La capitulation de Strasbourg le 28 septembre libère l'essentiel des troupes badoises. La première colonne badoise de la brigade Degenfels partie de Schirmeck gagne en urgence la vallée de la Meurthe, en passant le Donon dès le 2 octobre et descendant la vallée de Celles le jour suivant afin d'occuper le chef-lieu de canton Raon-L'Etape, évacué la veille, le 5 octobre. La colonne badoise, tout en se livrant à des exactions en représailles de tirs indéterminés, force sans véritable combat le passage de Celles et de Lajus tenus par des mobiles, jeunes, inexpérimentés, mal équipés et insuffisamment encadrés.

#### Belle Époque duXIXesiècle
Alors que les arrondissements frontaliers sont occupées par l'armée allemande jusqu'à la fin de l'été 1873, l'entreprise Cartier prospecte librement au cours du printemps 1872 pour fonder des ateliers annexes, afin de délocaliser une part de ses activités de Pantin. Or le décès de Jean-Baptiste Fortier, ancien maire et riche propriétaire, en avril 1872, ouvre une succession difficile, offrant des ventes aux enchères de divers terrains et immeubles, dont deux lots majeurs, la filature de coton exploitée par MM. Claude et Pêcheur et la scierie du Duel, le vieux moulin de Celles, à cheval sur la rivière Plaine, et ses dépendances face au centre du village. Monsieur Cartier père, suivant l'avis de son fils Charles constamment présent sur le terrain, acquiert ses deux lots lors de l'adjudication du 10 août 1873. Les locataires Claude et Pêcheur évacuent le gros matériel de la filature, vendant à l'acquéreur le générateur et la vétuste machine à vapeur verticale, ainsi que le four à sciure. L'entreprise Cartier, sachant se rendre aussi sympathique aux anciens patrons qu'aux ouvriers, reprend une partie des cadres salariés, le contremaître Nicolas Helluy, le mécanicien J.B Lévêque, le chauffeur Ferry, surnommé Le Suisse. L'entrepreneur Joseph Lhôte aménage les locaux désaffectés, pour y placer le matériel de la manufacture des fils à coudre, les travaux sont méticuleusement effectués jusqu'au cours de l'été 1874. L'appartement Pêcheur devient la résidence provisoire du directeur, Charles Cartier, qui supervise aussi les ateliers de la vallée, ainsi que ceux de Pierre-Percée. Mais une belle habitation de standing parisien, surnommée le château, est construite pour la famille de Charles Cartier, en une année, par l'architecte Gallois et l'entrepreneur de travaux L'Hôte. Début septembre 1874, sous la houlette de deux contremaîtresses détachées de Pantin, Mme Polle et Melle Annette Jambille, les ateliers de dévidage et pelotage sont opérationnelles. La modernisation des éclairages, de simples lampes-suspensions à l'huile de colza jusqu'en 1879, commence avec l'emploi de l'huile de schistes, du système Maring et Mertz de Bâle, bien avant l'adoption généralisé de l'éclairage électrique à Celles. Le 1er septembre 1877, une première installation de blanchisserie en pentes, avec des séchoirs en bâtiment et à l'étage, des magasins à coton sous l'autorité du contremaître François Masson, fournit les premiers cotons azurés à la manufacture. L'entreprise Cartier renforce avec prudence ses effectifs techniques avant le milieu des années 1880. Elle engage d'abord en 1883 au poste de directeur un ingénieur de l'école de Chimie de Paris, Pierre Hippert, qu'elle loge au hameau de La Menelle, voisin de l'usine et sur la commune de Pierre-Percée, puis en 1884 un technicien du métier du coton, M. Dupont, ancien sous-directeur à l'école de filature et de tissage de Mulhouse.
La paroisse, dont les patrons sont saint Pierre et saint Paul dépend de la cure de Raon-L'Etape. La fête patronale est fixée le 1er août, et ses festivités souvent reportées le dimanche qui suit. Les quatre foires annuelles, dite des quatre saisons, ont lieu les second lundis des mois de janvier, mars, juillet et octobre.
Celles donnant accès par la longue vallée au forêt du Donon s'impose en lieu champêtre de villégiature et de repos dès les années 1880. En 1885, la commune de 1876 habitants répartis en 342 maisons est traversée par le chemin de grande communication n°9 de Bayon à Schirmeck, désormais en Allemagne au-delà du Donon, sillonnée par 4693 mètres de chemins vicinaux classés ordinaires, et 14400 mètres de chemins vicinaux reconnus. La station de chemin de fer, la plus facile d'accès, est sur la ligne de Lunéville à Saint-Dié, à plus de 11 km, à La Neuveville, commune voisine de Raon-L'Etape, chef-lieu de canton où se trouvent la brigade de gendarmerie, le centre de réception des 18 conscrits en 1885, la perception et la recette communale. La commune dispose d'un bureau de poste et d'un accès à la ligne télégraphique. Les revenus annuels communaux s'élèvent à 6555 F, dont 1500 F en rente à 3 pour cent. La valeur du centime additionnel est 119,46 F, le produit des quatre contributions directes s'élèvent à 14499,09 F dont 3810,84 F sur les patentes.
Une retorderie industrielle de coton, fabricant du fil à coudre, à tricoter et à repriser emploie 160 ouvriers. Une fabrique de chapeau de paille accueille 35 ouvriers. Six scieries fonctionnent avec 13 ouvriers. Les autres principales activités sont le négoce animal ou alimentaire, le commerce de bois en gros, la boissellerie et la fabrication de cuveaux en nombreuses petites unités, ainsi que la broderie. Négoces et activités industrielles en croissance n'ont nullement chassé la vie agro-sylvo-pastorale traditionnelle, c'est même le contraire et la vallée de Celles reste agricole, plus active que jamais.
Selon la statistique départementale de 1884, le territoire communal s'étend sur 2001 ha. 415 ha de terres labourables produisent 2730 hl de blé (principale céréales d'hiver), 1600 hl d'avoine (principale céréale de printemps) et 14400 hl de pommes de terre en culture plein champ. Prés et prairies de fauche couvrent 475 ha, la superficie des jardins, vergers et surtout des meix ou des chénevières, limitée à 30 ha, a régressé, alors qu'il y a désormais 9 ha de friches à la suite des diverses déprises agro-pastorales sur les hameaux excentrés et les fermes des hauteurs. Le hameau de Lajus, connu pour sa scierie voisine, compte 32 habitants et 8 maisons habitées, le Quartier et Grandroué ont le même nombre d'habitants, pour respectivement 6 et 7 maisons. Les quatre maisons de Benameix accueillent 18 habitants, les trois maisons du Thillot 17. Il faut ajouter les fermes familiales de La Renière (7 habitants), Saussure (5 habitants), La Hallière (5), Novion (5), Derzonnier (5), Grandrupt (4 habitants). La compagnie de pompiers enrégimente périodiquement 25 hommes en 1885.
Les lois scolaires de la décennie 1880, instaurant une aide accrue de l'état aux commune pour imposer la gratuité scolaire dès 1881, jusqu'au statut étatique en 1889 de fonctionnaire établi en faveur des instituteurs, ouvre une période transitoire. La commission d'hygiène de l'arrondissement dénonce la vétusté, les fondations altérées et l'insalubrité de l'école de garçon au voisinage du cimetière : elle met en demeure la commune de changer de bâtiment d'école.
En 1883, une nouvelle école de garçons, pour remplacer l'ancienne, est bâtie à grand frais et en toute hâte dans le cadre des lois Ferry. C'est un véritable "palais scolaire" avec au-dessus de sa porte d'entrée, une plaque commémorative gravée en lettres d'or exprimant la reconnaissance des habitants cellois à Jules ferry et à la République. Il a fallu acheter le terrain et abattre trois immeubles pour implanter cette superbe école. Malgré une subvention généreuse de l'état revue à la baisse, mais s'élevant à 36000 F, l'opération se solde par une facture fantastique de 110 000 F, ce qui représente d'ordinaire le coût de cinq grandes écoles neuves rebâtie à partir d'anciennes écoles. Les écoles de Celles deviennent un terrain de lutte entre "partisans républicains" et "catholiques réactionnaires". La municipalité prend parti, et expulse de l'école de filles deux corps étrangers, à la fois l'ancienne directrice et une institutrice détachée de l'établissement Cartier, qui s'étaient incrustées sans autorisation. La direction formatrice de ces sœurs de Portieux est menacée de rétorsion, et un plan d'appel à des institutrices laïques est lancé. L'institutrice révoquée a le toupet d'accuser de sévices corporels l'instituteur envers les garçons turbulents, mais ce dernier garde en 1883 le soutien des édiles malgré la cabale. Rumeurs et médisances se poursuivent, et en 1885, l'instituteur accusé de maltraitances et de complaisances envers le camp de l'école libre est d'abord sanctionné, par suppression de sa gratification, puis forcé à démissionner. Son successeur est jugé sévèrement en 1887, il perd après deux ans de présence sa gratification. Pierre Moinaux donne les traitements ordinaires de l'année 1887, soit un total de 5500 F dont 3510 F payé directement par l'état : 1400 F pour l'instituteur titulaire, 700 F à chaque instituteur stagiaire ou adjoint de l'école de garçon, 800 F à l'institutrice et seulement 700 F à la directrice de l'école maternelle. Désormais les appoints de salaire jugés indécents restent au bureau de bienfaisance.
Il existe en 1889 trois écoles publiques, une école de garçons comptant 154 élèves, une école de fille de 150 élèves, et une école maternelle mixte de 141 élèves, auxquelles s'adjoint une école libre et laïque de garçons, fondée par l'entreprise Cartier-Bresson autour de 1880, accueillant 85 élèves. La bibliothèque municipale contient 200 volumes. Des aléas scolaires des années 1880, il ne faudrait nullement conclure sur les relations ultérieures entre l'école publique et la maison Cartier-Bresson. Pierre Moinaux souligne leur excellence, l'entreprise accédant avec célérité aux demandes des écoles, parrainant les récompenses des élèves méritants, offrant parfois des voyages d'études complémentaires à Paris, mettant régulièrement à disposition une voiture avec cocher pour que l'instituteur puisse se rendre à Raon-L'Etape.
L'année 1893 voit la généralisation de la dénomination actuelle complète "Celles-sur-Plaine" sur le registre de l'état civil communal. Cette dénomination précise était certes appliquée par les services postaux dès le milieu du XIXe siècle, pour éviter toute ambiguïté à l'échelle de la nation. Le cachet de la mairie dévoilait aussi cette appellation, à connotation touristique, ouvrant vers le majestueux Donon, presque depuis deux décennies.
La forêt communale, fruit du labeur des forestiers, traitée en futaies régulières à la révolution de 120 ans, est composée, au milieu des années 1890, principalement à 90 % de sapin et 10 % de hêtres (zones hautes) ou de chênes (z. basses). Elle est partagée en quatre périodes égales correspondant à quatre affectations. Il ne reste que quelques lambeaux de la forêt pionnière de pins et d'épicéas.

#### Belle Époque du début du XXe siècle
En 1907, le chantier de la ligne ferroviaire de la vallée de la Plaine, étendue sur 24 km, est le fruit de l'action de l'industriel Charles Cartier-Bresson, maire de Celles depuis 1885. Le dimanche 13 septembre 1908, le village, pavoisé de nombreux arcs de triomphes, et arborant sur sa rue principale des mâts tricolores surmontés de l'oriflamme national, fête la présence du comice agricole de l'arrondissement de Saint-Dié, subventionné dans le canton de Raon-L'Etape. Le petit train aux wagons bondés débarque à 9 h 15 les délégations venues de Saint-Dié et Epinal, dans la cour de la gare qui est aussi celle de l'église, alors que l'assistance est fort nombreuse par cette matinée ensoleillée. À la mairie proche, ornée d'un arc de triomphe en sapin, mettant en exergue le mot d'ordre "Paix et travail", Eugène Husson, conseiller général de Saint-Dié, représente le gouvernement en l'absence du sénateur des Vosges, Jules Méline excusé, il est l'heureux président du comice dont les travaux ont été lancés tôt le matin, en ce qui concerne les labours, les diverses visites de prairies, de champs ou de fermes. Le député Henry Boucher, arrivé en automobile de Gérardmer après une visite de sa seconde circonscription des Vosges, et lui sont accueillis en fanfare, musique orchestrée par l'harmonie municipale de Saint-Dié, L'Alsace-lorraine, et avec force cérémonial impliquant deux fillettes celloises vêtues de robe de lin blanc, par le maire Cartier-Bresson, son adjoint Claude et ses conseillers, avant un vin d'honneur. Une visite officielle s'opère dans le périmètre dense de la fête agricole. Voici l'exposition florale et horticole à proximité de l'église, voilà dans la grand-rue et ses abords, l'exposition des instruments et machines agricoles et surtout le concours des petits élevages et du gros bétail, taureaux, vaches et génisses, et devant la gare un grand hangar pavoisé permet la distribution des prix des multiples concours, devant la foule des spectateurs. Le banquet de 300 convives officiels, préparé pour midi par le restaurateur Gentilhomme de Saint-Dié, se déroule dans la maison d'école libre, étendue à un hangar à armature bâché, en prévision d'une pluie finalement inexistante, pour les nombreux toasts. Une fête populaire sous un soleil estival bat son plein à proximité, autour d'un mât de cocagne où la société de gymnastique L'Avenir, présidé depuis trois mois par son président-fondateur Henri Perrin, et déjà forte de 80 membres à La Neuveville-Raon-L'Etape, montre son art de la souplesse en mouvements coordonnés et son habileté aux exercices de bâtons, de pyramides et de barres. Il y a aussi des "courses aux canards" organisées sur la rivière Plaine. Le maire Cartier-Bresson reçoit un prix d'honneur du jury pour ses grands bœufs blancs : ému, l'industriel propriétaire d'une ferme modèle d'élevage se remémore ses journées d'enfance parmi les laboureurs Cartier d'Ile-de-France : "Je me rappelle le temps où j'ai vu mon grand-père, en blouse bleue et bonnet de coton, conduisant sa charette au marché".
En 1910, la courte liste des abonnés au téléphone sur la commune de Celles est limitée à trois entités : au numéro 1 répond la société française de coton à coudre (entreprise du maire Cartier-Bresson, attentive à son siège associé de Pantin), au numéro 2, l'hôtel-café Poussardin (intéressé par des réservations de tables ou de chambrées) et au numéro 3, le médecin, le docteur Chaudron. L'ensemble de la vallée de Celles pourtant desservie jusqu'à Raon-sur-Plaine (poste public) ne s'intéresse guère à ce moyen de communication : Allarmont ne compte qu'un abonné privé, le négociant en bois Charles Lecuve, véritable industriel à la tête d'un réseau de scieries.
Un peu avant 1910, Celles accusant autant un vieillissement de son ancienne population qu'un accueil régulièrement renouvelé de nouvelles familles étrangères à l'ancien ban, en âge de procréer affiche des bilans démographiques apparemment stables depuis des décennies : elle compte 494 électeurs pour environ 1600 habitants (1617 au dernier comptage). En 1911, ils ne sont plus que 467 électeurs, ce qui rappelle que le curé Humbert a célébré les obsèques de dizaines de vieux paroissiens chef de famille déjà dispersée. L'instituteur et directeur d'école Thévenot n'a pas vu les bancs de ses classes abandonnés. Plus que jamais depuis un siècle, par son poids démographique, le gros village aux quatre foires paysannes et centre d'industrie textile, domine la haute vallée de la Plaine, en particulier l'ancien Val d'Allarmont, frappé par l'exode rural.

### Grande Guerre
Pendant la Grande Guerre, après septembre 1914, la vallée de Celles est coupée en deux par le front stabilisé, les troupes allemandes occupent l'essentiel du val d'Allarmont et surtout les hauteurs qu'ils ont fortifiées, à commencer par la tête du Coquin, poste d'observation sur les vallées de la Plaine et du Rabodeau et les hauteurs d'Allarmont. Du village de Celles, il suffisait de prendre le chemin de Benameix en direction du Coquin ou du Gros Colas : dès la ferme de Bénameix, le marcheur autorisé traversait les premiers réseaux de défense de l'armée française et ses tranchées.

### Entre-deux-guerres
En 1919, les ateliers de blanchiment des chaines, qui n'avaient fonctionné que par intermittences pendant la grande guerre, sont désaffectés, le matériel est expédié à Pantin. Les locaux sont plus tard récupérés pour le blanchiment du lin.
Le maire Charles Cartier-Bresson, honoré après la Grande Guerre de la Croix de guerre, décède mi mai 1921 dans son hôtel particulier, rue de la Ravinelle à Nancy. La manufacture est exploitée par la société Jean Thiriez père et fils, auquel s'ajoute le double nom Cartier Bresson.
La commune a été décorée officiellement le 16 juin 1921 de la croix de guerre 1914-1918. La citation est la suivante : Celles-sur-Plaine (Vosges), situé (sic) sur la ligne de feu au cours de la guerre, a été en grande partie détruite par les bombardements dont elle a été l'objet. Malgré ses deuils nombreux et les souffrances endurées a toujours fait preuve d'une superbe vaillance et d'une patriotique fermeté. La cérémonie de remise n'a lieu que le dimanche 28 août 1921, occasion pour le cortège d'officiels des Vosges, conduit avec retard par les députés, Constant Verlot et René Fonck, le préfet André Magre et le général Charles Jacquot, commandant du 21e CA et délégué du gouvernement qui apporte les décorations, de remettre, et la croix de guerre à la commune, et la Légion d’Honneur à titre posthume à l'ancien maire Cartier-Bresson, représenté par son fils aîné, Jacques Cartier-Bresson, et une médaille militaire à chaque "orphelin de guerre" de la commune, que le général Jacquot, lui aussi enfant de la montagne vosgienne, embrasse avec fierté. Deux haies d'honneur, formées des participants en uniforme de la société de préparation militaire de la commune, dirige le flux d'invités, au son de la Marseillaise, jouée par la Fanfare de Raon-L'Etape. Le maire Claude sur le palier de sa mairie accueille la délégation, dans un cadre magnifique et festif : la maison commune, les rues et les maisons sont décorées de verdure, de guirlandes et de trophées de drapeaux. Sur la place est érigée une estrade, qui permet à une foule compacte de suivre ensuite les cérémonies et entendre les discours. Après les remerciements protocolaires et les souhaits de bienvenue, au nom des sinistrés, le maire ému rappelle la mémoire du feu maire Cartier-Bresson. Soixante soldats, enfants de Celles, et dix civils ont péris. Il adresse la reconnaissance de Celles aux commandants Pierre Evrat et E. Hugueny, représentants les braves du 43e régiment d'infanterie territoriale, et à tous les soldats tombés à La Chapelotte, aux Colins, au Grand-Roué, à Maison-Ferry ou à la Halte. Après les longues réponses du préfet Magre, du conseiller Charles Sadoul, porte-parole des communes du canton, et du représentant des parlementaires vosgiens, Constant Verlot, le général Jacquot lit la citation et épingle la croix de guerre sur le coussin, aux cris des bravos de la foule.
En décembre 1924, les enfants se réchauffent en jouant autour des installations ferroviaires, désormais sans surveillance. Un jeu fait fureur, en activant la plate-forme tournante à la gare du tramway. Mais le jeu tournoyant à perdre la tête entraîne un petit drame, quand la petite Céleste Goetzmann, âgée de 8 ans, se prend les pieds dans la crémaillère du dispositif, ce qui lui cause la section de trois doigts.

### Périodes récentes
Lieu de rencontre du Nicolas Bourbaki en 1950.
En 1963, la manufacture de Celles qui n'emploie plus que 16 ouvriers à temps plein est liquidée d'un point de vue juridique. L'école libre Cartier-Bresson construite en 1885 est désaffectée, puis le bâtiment transformé en bonneterie, un secteur industriel qui prospère encore par délocalisation dans les Vosges. A la fin des années 1970, Gérard Cassaghi et son épouse dirigent "La bonnetterie de Salm", alors que Auguste Throo, dernier directeur de l'école libre de garçons Cartier-Bresson et historien local des établissements Cartier-Bresson, est propriétaire résident de la maison d'habitation voisine, à savoir l'ancienne résidence des directeurs.

## Population et société

### Démographie

#### Évolution démographique
L'évolution du nombre d'habitants est connue à travers les recensements de la population effectués dans la commune depuis 1793. Pour les communes de moins de 10 000 habitants, une enquête de recensement portant sur toute la population est réalisée tous les cinq ans, les populations de référence des années intermédiaires étant quant à elles estimées par interpolation ou extrapolation. Pour la commune, le premier recensement exhaustif entrant dans le cadre du nouveau dispositif a été réalisé en 2008.

En 2022, la commune comptait 751 habitants, en évolution de −11,33 % par rapport à 2016 (Vosges : −2,96 %, France hors Mayotte : +2,11 %).
| 1793  | 1800  | 1806  | 1821  | 1831  | 1836  | 1841  | 1846  | 1856  |
| ----- | ----- | ----- | ----- | ----- | ----- | ----- | ----- | ----- |
| 1 080 | 1 008 | 1 133 | 1 383 | 1 525 | 1 608 | 1 591 | 1 707 | 1 732 |

| 1861  | 1866  | 1876  | 1881  | 1886  | 1891  | 1896  | 1901  | 1906  |
| ----- | ----- | ----- | ----- | ----- | ----- | ----- | ----- | ----- |
| 1 648 | 1 694 | 1 595 | 1 576 | 1 650 | 1 586 | 1 655 | 1 619 | 1 773 |

| 1911  | 1921  | 1926  | 1931  | 1936  | 1946  | 1954  | 1962  | 1968 |
| ----- | ----- | ----- | ----- | ----- | ----- | ----- | ----- | ---- |
| 1 569 | 1 424 | 1 330 | 1 295 | 1 304 | 1 084 | 1 121 | 1 022 | 961  |

| 1975  | 1982 | 1990 | 1999 | 2006 | 2008 | 2013 | 2018 | 2022 |
| ----- | ---- | ---- | ---- | ---- | ---- | ---- | ---- | ---- |
| 1 030 | 934  | 843  | 840  | 850  | 852  | 858  | 795  | 751  |

### Enseignement
Établissements d'enseignements : 
- Écoles maternelles et primaires à Celles-sur-Plaine, Moussey, Allarmont, La Petite-Raon, Senones.
- Collèges à Senones, Raon-l'Étape, Cirey-sur-Vezouze, Baccarat.
- Lycées à Raon-l'Étape, Saint-Dié-des-Vosges.

### Santé
Professionnels et établissements de santé :
- Médecins à Celles-sur-Plaine, Senones, La Petite-Raon, Moyenmoutier, Badonviller.
- Pharmacies à Celles-sur-Plaine, Badonviller, Senones, La Petite-Raon, Moyenmoutier, Raon-l'Étape.
- Hôpitaux à Badonviller, Senones, Raon-l'Étape, Baccarat.

### Cultes
- Culte catholique, Paroisse Saint-Luc[102], Diocèse de Saint-Dié.

## Politique et administration

### Budget et fiscalité 2022

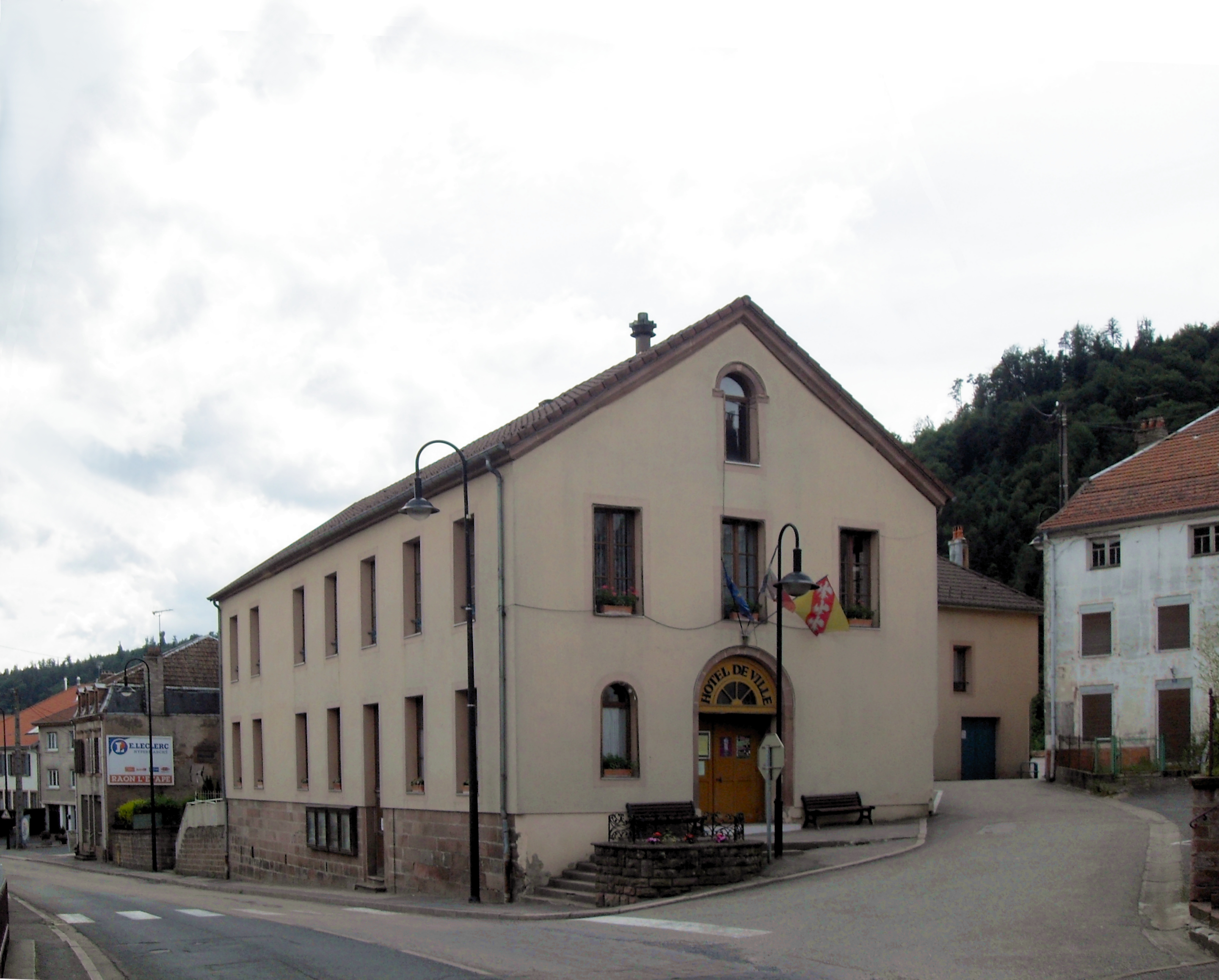
L'hôtel de ville de Celles.

En 2022, le budget de la commune était constitué ainsi :
- total des produits de fonctionnement : 682 000 €, soit 851 € par habitant ;
- total des charges de fonctionnement : 587 000 €, soit 733 € par habitant ;
- total des ressources d'investissement : 169 000 €, soit 211 € par habitant ;
- total des emplois d'investissement : 87 000 €, soit 109 € par habitant ;
- endettement : 1 000 €, soit 2 € par habitant.

Avec les taux de fiscalité suivants :
- taxe d'habitation : 18,83 % ;
- taxe foncière sur les propriétés bâties : 37,86 % ;
- taxe foncière sur les propriétés non bâties : 37,27 % ;
- taxe additionnelle à la taxe foncière sur les propriétés non bâties : 0,00 % ;
- cotisation foncière des entreprises : 0,00 %.

Chiffres clés Revenus et pauvreté des ménages en 2021 : médiane en 2021 du revenu disponible, par unité de consommation : 20 510 €.

### Liste des maires
| Période                                  | Période     | Identité                | Étiquette   | Qualité                         |
| ---------------------------------------- | ----------- | ----------------------- | ----------- | ------------------------------- |
| Les données manquantes sont à compléter. |             |                         |             |                                 |
| 16 mai 1888                              | 19 mai 1921 | Charles Bernard Cartier | républicain | maire, industriel paternaliste, |
| fin mai 1921                             | après 1922  | F. Claude               |             | maire                           |
| 1929                                     | 1935        | Alfred Boura            |             | maire, commerçant               |
| Les données manquantes sont à compléter. |             |                         |             |                                 |
| 1935                                     | 1953        | Michel Fourchy          |             | maire, industriel               |
| 1953                                     | 1959        | Camille André           |             |                                 |
| ?                                        | ?           |                         |             |                                 |
| Les données manquantes sont à compléter. |             |                         |             |                                 |
| mars 1989                                | mars 2014   | Gérard Cuny (1944-2021) |             | Comptable                       |
| mars 2014                                | En cours    | Christine Risse         |             | Secrétaire comptable            |

## Économie

### Entreprises et commerces

#### Agriculture
- L'économie agro-sylvo-pastorale s'est évanouie au cours des années 1950, ne laissant qu'un cadre relictuel, perçu comme archaïque dans les années soixante.
- Sylviculture et autres activités forestières.
- Aquaculture en eau douce.
- Élevage d'autres animaux

#### Tourisme
- Hébergements et restauration à Senones, Raon-l'Étape, La Voivre, Denipaire.
- Colonie de vacances.

Au cours de la Belle-Epoque, le village de Celles sur Plaine est un point de départ célèbre de randonnée vers la vallée homonyme et ses hauteurs voisines, il a accueilli une colonie de vacances pionnière, notamment organisée pour les garçons à la fin de l'été 1903 par deux instituteurs de Nancy, Lombard et Gillet.

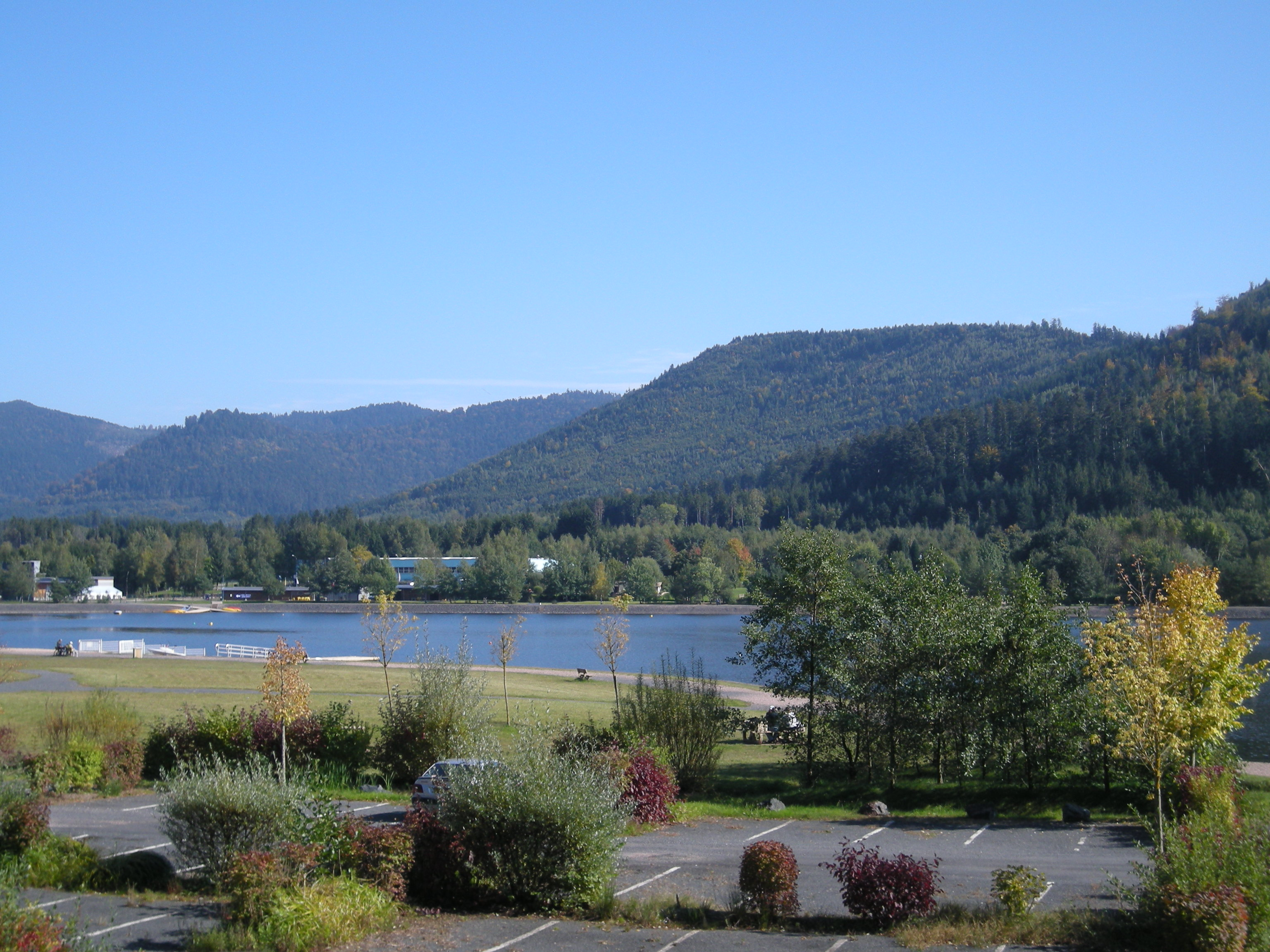
Le lac de la Plaine.

- Les aménagements lancés dans les années 1970 et réalisé au cours de la décennie suivante ont fait advenir de multiples activités de plein air :

La base de loisir du lac de Plaine, dont les installations sont mitoyennes entre Celles et Pierre-Percée, montre au cours de l'été ensoleillé de 2020, une indéniable hausse de fréquentation de presque 15 %, dépassant 20000 entrées payantes ou achats d'activités sans réservation, malgré l'épidémie de coronavirus réduisant les groupes et la clientèle étrangère : les activités payantes, même limitées, séduisent un public croissant, du voisinage ou venu de la région Grand Est. Le toboggan aquatique de 45 m de long et 11 m de hauteur a connu un franc succès, ainsi que le pédalo et les karts à pédales. Toute l'activité était d'ailleurs concentrée du côté de Pierre-Percée, les locaux associatifs ou le centre pôle sports nature étant fermés.

#### Commerces
- Commerces et services de proximité.

## Culture locale et patrimoine

### Lieux et monuments

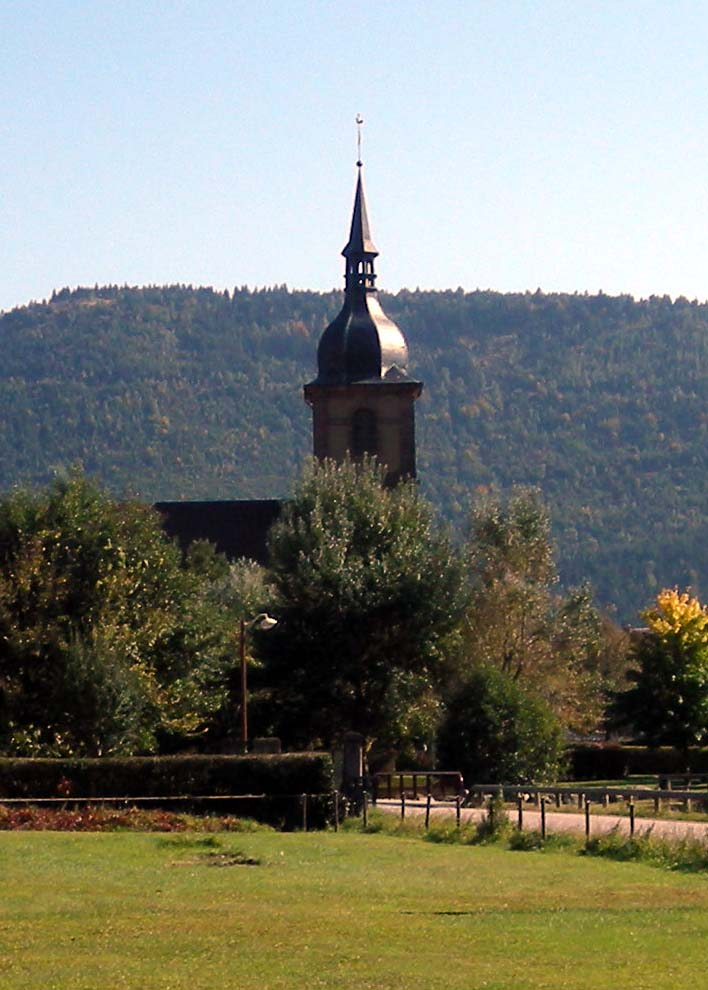
Le clocher à bulbe de l'église Saint-Pierre-et-Saint-Paul.
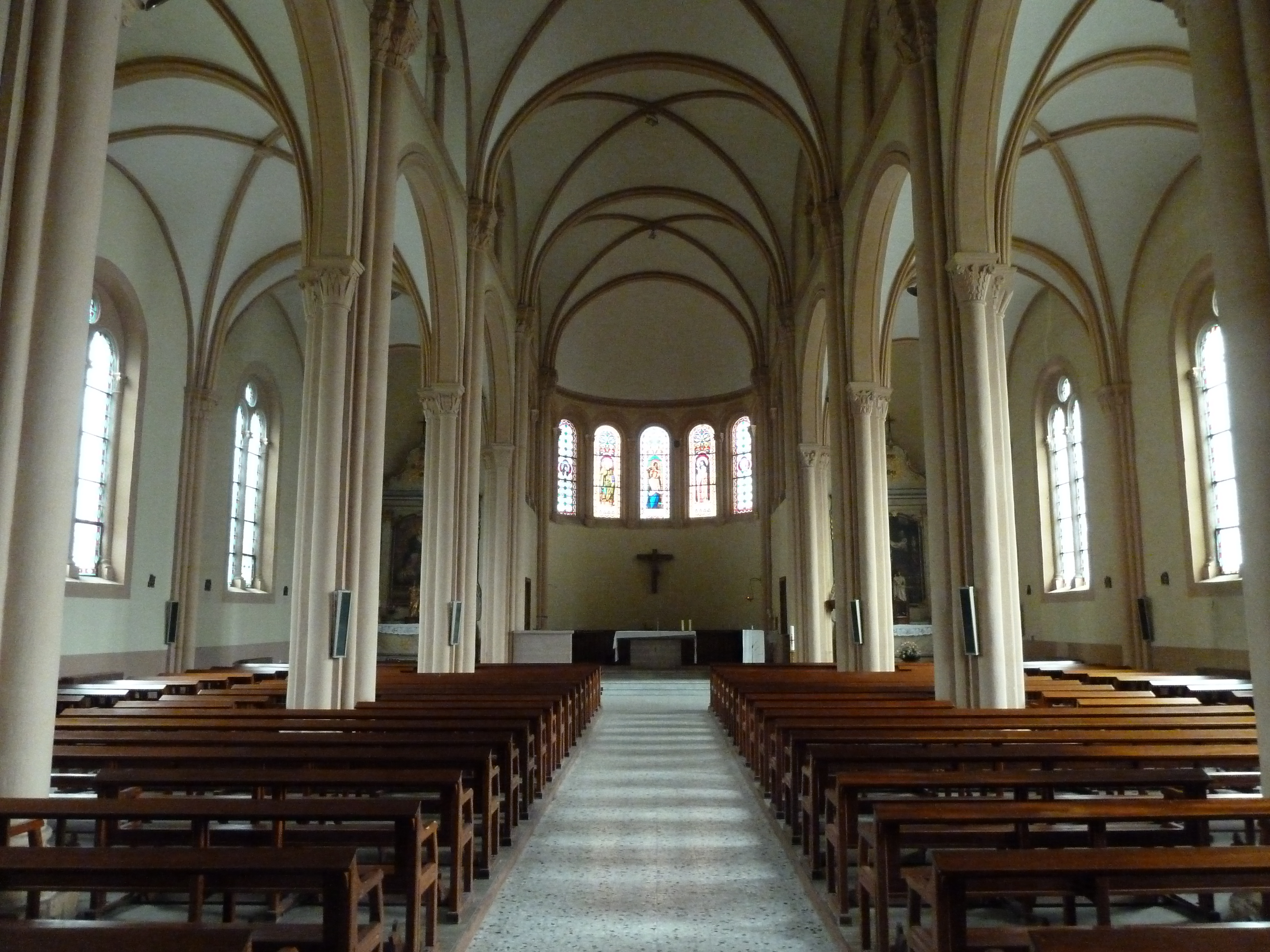
Intérieur de l'église.
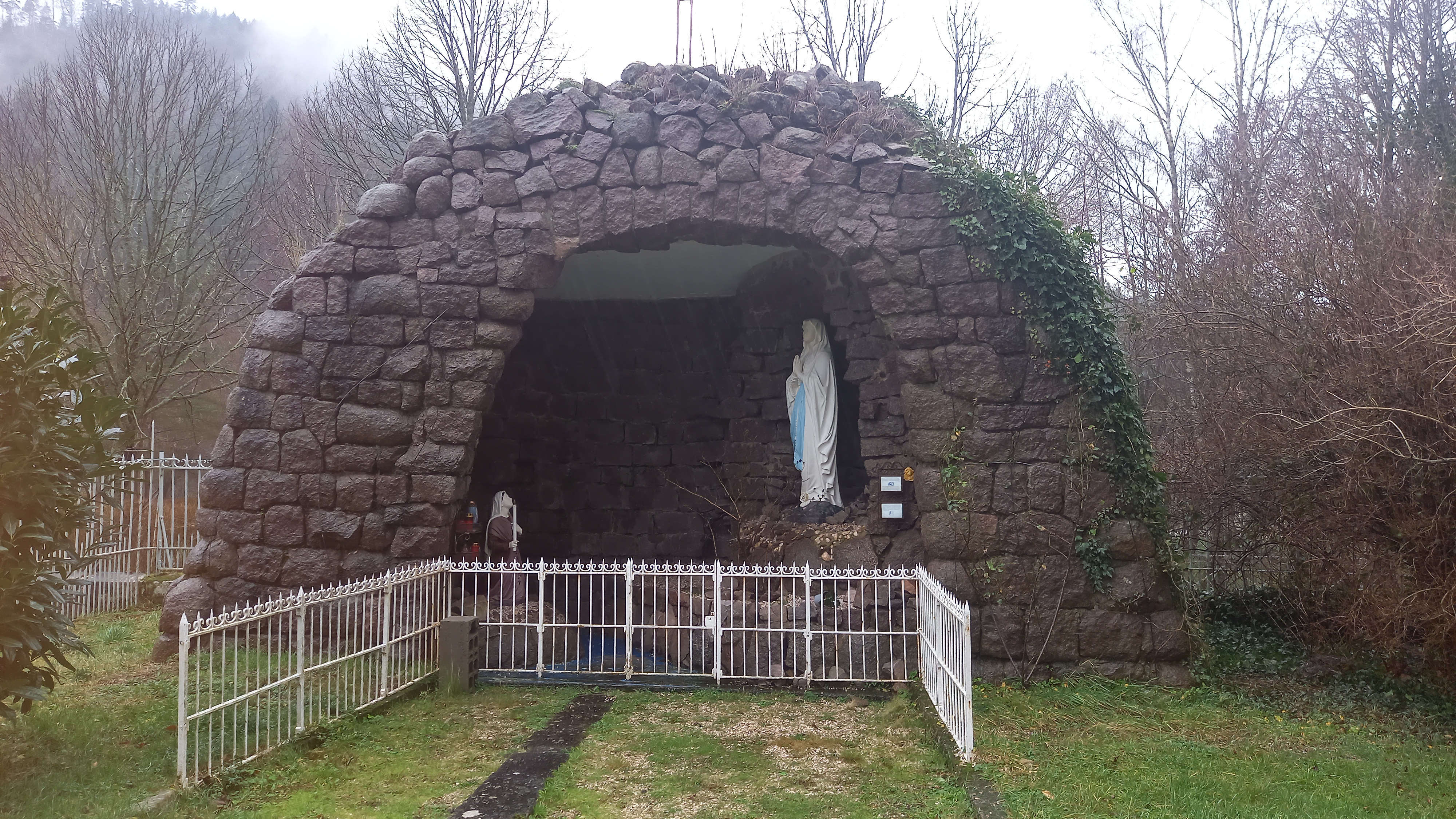
Grotte de Lourdes.
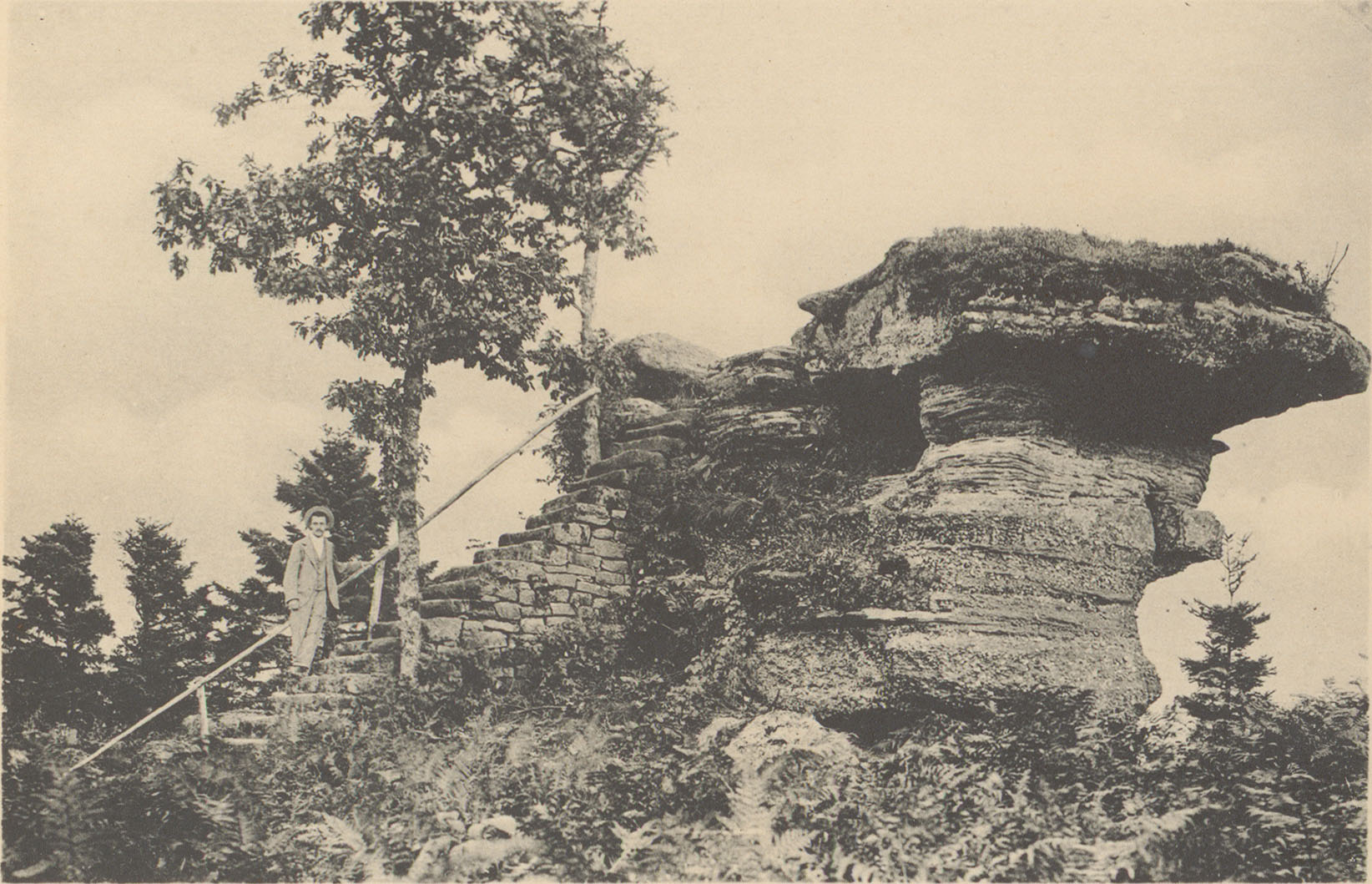
Carte postale représentant les roches du Coquin à 843 m d'altitude, entre 1880 et 1945 (Adolphe Weick).
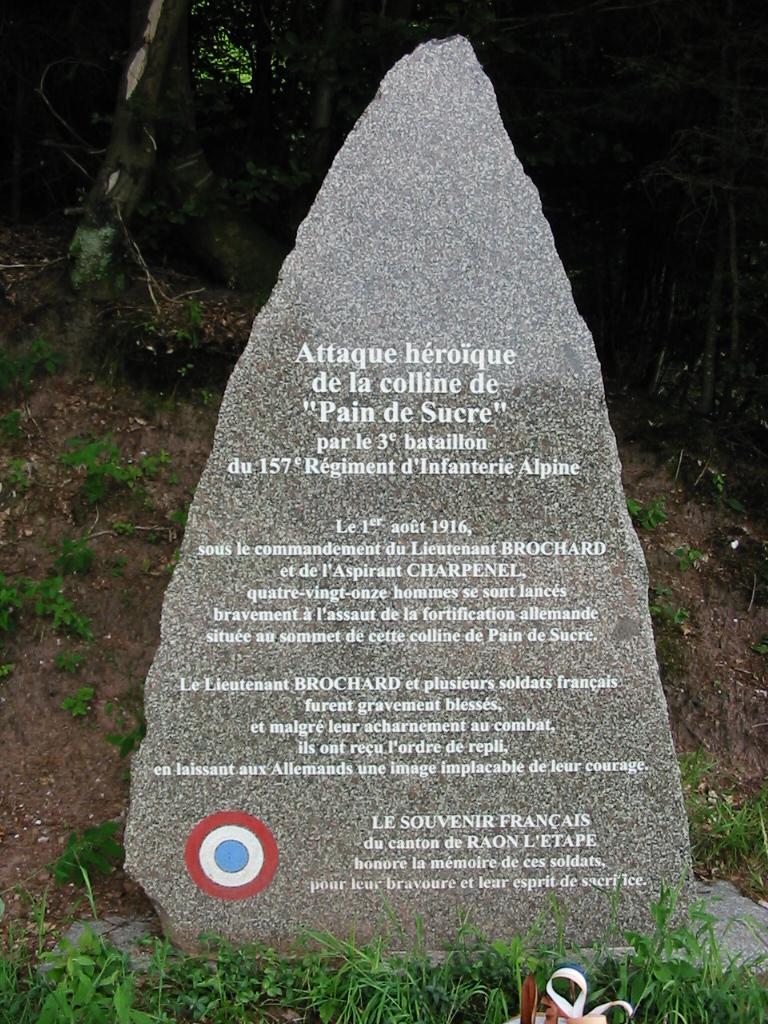
Stèle commémorant l'attaque du Pain de Sucre, sommet stratégique de la commune, le 1er août 1916

Patrimoine religieux :
- Église néoromane Saint-Pierre-et-Saint-Paul du XVIIIe siècle avec son clocher à bulbe,

et son orgue de 1854-1857 Jean-Nicolas Jeanpierre, transformé en 1894,.
- L'oratoire Notre-Dame-des-Sept-Douleurs[132].
- Grotte de Lourdes[133], édifiée dans les années 1945-1946 à la suite du vœu du prêtre de l'époque.
- Le monument aux morts, le Monument militaire et le Carré militaire[134].

Autres sites :
- La scierie de la Hallière fait l’objet d’un classement au titre des monuments historiques depuis le 30 mars 1978[135] ; elle abrite un écomusée.
- La scierie Lajus fait l’objet d’une inscription au titre des monuments historiques depuis le 7 mai 1982[136],[137],[138].
- Zone de loisirs du lac de la Plaine.
- Tête du Coquin.

### Personnalités liées à la commune
- Pierre Michel (1745-1838), avocat, magistrat, membre de la convention et député au conseil des Cinq-cents[139].
- Nicolas Claude (1821-1888), né le 11 novembre 1821 à Celles, industriel du textile et sénateur des Vosges associé à Saulxures-sur-Moselotte, mort à Paris.
- Charles Cartier-Bresson (1853-1921), industriel du textile, collectionneur d’art, grand-oncle du photographe Henri Cartier-Bresson, prospecteur de site en vallée de Celles dès 1872, maire de Celles (1888-1921).
- Émile Fleurent (1865-1938), né à Celles, député des Vosges.
- Suzanne Flon (1918-2005), fille de Henri Flon né à Celles, comédienne (théâtre et cinéma). A reçu plusieurs Molières et Césars.

### Héraldique
| Blason de Celles-sur-Plaine | Blason  | De gueules à deux saumons adossés, reliés par deux burelles d'argent, et cantonnés de quatre croisettes du même. |
| Blason de Celles-sur-Plaine | Détails | Le statut officiel du blason reste à déterminer.                                                                 |

Ce sont les armes de la principauté de Salm-Salm comme on les rencontre gravées sur une pierre. Les saumons sont reliés entre eux, se distinguant des saumons adossés des armes de Senones.